# Controversie legate a Wikipedia

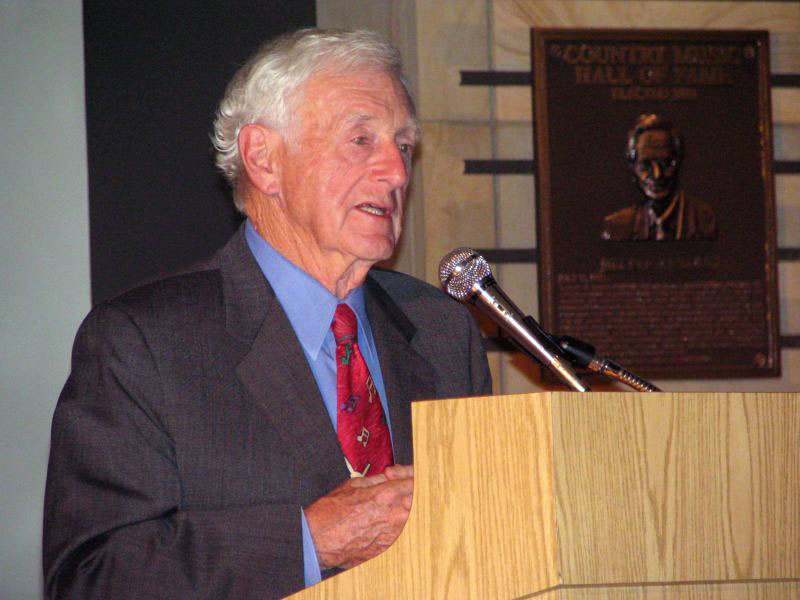
John Seigenthaler, un giornalista statunitense, è stato oggetto di un articolo diffamatorio di Wikipedia nel maggio 2005. La bufala ha sollevato dubbi sull'affidabilità di Wikipedia e di altri siti web con contenuto generato dagli utenti.

Dalla sua nascita nel 2001 Wikipedia è stata al centro di una serie di controversie. La natura collaborativa e aperta di Wikipedia, in virtù della quale chiunque può modificare la maggior parte degli articoli, ha generato varie preoccupazioni, tra cui ad esempio la qualità dei contenuti, la quantità di vandalismi e l'accuratezza delle informazioni disponibili sul progetto, specie se si pensa all'enorme risonanza che col tempo ha assunto il sito web. Tra gli eventi controversi e i vari scandali relativi a Wikipedia, figura anche l'organizzazione madre, la fondazione no profit Wikimedia Foundation (WMF). In genere, le vicende hanno riguardato voci contenenti informazioni false, inesattezze su personaggi pubblici e società che hanno generato gravi conflitti di interessi, modifiche dietro compenso e conflitti di editing tra utenti di Wikipedia e personaggi pubblici.
A palesare il problema costituito dall'affidabilità delle informazioni presenti su Wikipedia fu, forse prima di ogni altro, il caso sulla biografia di John Seigenthaler, un noto giornalista statunitense. Tale incidente cominciò nel maggio del 2005, con la pubblicazione da parte di un anonimo di un articolo di Wikipedia che conteneva accuse negative non veritiere sul conto di Seigenthaler. Nel marzo 2007, Wikipedia finì di nuovo sotto la lente d'ingrandimento dei media per via del caso Essjay, che coinvolse un importante editore e amministratore della Wikipedia anglosassone il quale si spacciò per un "professore di religione di ruolo in un'università privata" con un "dottorato in teologia e una laurea in diritto canonico", mentre in realtà si trattava di un 24enne che non vantava alcuna laurea specialistica.
Anche gli scandali del 2012 riguardanti la consulenza retribuita per il governo di Gibilterra di Roger Bamkin, membro del consiglio di amministrazione di Wikimedia UK, e diversi potenziali conflitti di interesse evidenziarono delle vulnerabilità nel sistema. La presenza di informazioni imprecise e false, così come di un percepibile clima di giudizio ostile nei confronti degli utenti IP anonimi, coincise con un calo del numero delle modifiche. Un'altra controversia scoppiò nel 2013, dopo che un'indagine condotta da utenti di Wikipedia scoprì che Wiki-PR Company aveva operato dei cambiamenti sull'enciclopedia ricevendo un compenso da chi perseguiva scopi promozionali: per adempiere allo scopo, era stato allestito un vero e proprio "esercito" di profili fantoccio che, presumibilmente, coinvolgevano 45 persone tra utenti e amministratori di Wikipedia. Nel 2015, l'indagine Orangemoody evidenziò che aziende e celebrità minori erano state ricattate da un gruppo coordinato di truffatori che minacciava l'inserimento di contenuti falsi negli articoli di riferimento su Wikipedia ricorrendo a centinaia di sockpuppets. Le controversie all'interno e relative a Wikipedia e alla WMF sono state oggetto di diverse pubblicazioni accademiche. In tale voce si riporterà un elenco dei casi principali dal momento di costituzione dell'enciclopedia.

## Panoramica
La natura delle problematiche su Wikipedia è stata analizzata da molti studiosi. In merito a ciò, il sociologo Howard Rheingold ha affermato che "le controversie su Wikipedia hanno rivelato l'evoluzione dei meccanismi sociali nella comunità di Wikipedia"; uno studio sulla politicizzazione degli spazi socio-tecnici ha osservato che "le controversie dell'enciclopedia libera [...] lo diventano a tutti gli effetti quando vengono pubblicizzate al di fuori della pagina di discussione"; e che "le recenti macchie che riguardano Wikipedia [vengono utilizzate] come punto di partenza per disquisire di etica e pregiudizi".

### Restrizioni alla modifica
Nonostante il motto reciti "enciclopedia libera" e sulla stessa homepage si rintracci il passaggio "chiunque può contribuire alle voci esistenti o crearne di nuove", la capacità di modificare alcune pagine è talvolta limitata per ridurre il numero di guerre di modifiche (edit wars) o atti di vandalismo. Nel tentativo di arginare azioni lesive da parte di utenti distruttivi, oltre alla costante azione di monitoraggio portata avanti dagli amministratori, Wikipedia ha altresì sperimentato misure come la protezione delle pagine più esposte al rischio di modifiche poco costruttive, come ad esempio quelle dedicate ad eventi recenti dalla grande risonanza mediatica, a personaggi pubblici, ecc.

## 2002
- Febbraio 2002 – Alla fine del febbraio del 2002, la community della Wikipedia spagnola decide di separarsi da Wikipedia per protestare contro i piani dei co-fondatori Jimmy Wales e Larry Sanger di inserire avvisi pubblicitari sull'enciclopedia online.[16] Alla protesta, guidata dal volontario Edgar Enyedy, segue il lancio di un nuovo sito, fornito dall'Università di Siviglia gratuitamente con gli articoli in licenza libera della Wikipedia in lingua spagnola sotto il nome di Enciclopedia Libre Universal en Español.[16] La maggior parte dei volontari spagnoli segue Enyedy, producendo oltre 10.000 articoli in un anno. Di conseguenza, la Wikipedia spagnola rimane praticamente inattiva fino alla metà del 2003.[16] A seguito di questo accaduto, la questione della pubblicità costituirà un argomento annoso e delicato su Wikipedia.[16] In un'intervista rilasciata a Wired nel gennaio 2011, Wales negherà categoricamente di aver appoggiato l'idea, dando luogo a un'accesa disputa con Sanger.[16][17] "La ricostruzione secondo cui io abbia chiesto di inserire avvisi pubblicitari incontrando l'opposizione di Jimmy Wales appare, temo, un'altra bugia egoista di Wales", sentenzierà Sanger.[17] Già nel 2006, Wales si rifiuterà di negare che non ci sarebbero mai stati banner su Wikipedia. Nel gennaio di quell'anno, dichiarerà a un giornalista di ClickZ: "Si porrà sempre più spesso la domanda se potremmo perseguire meglio il nostro scopo di fornire un'informazione libera con il denaro aggiuntivo [derivante dagli annunci pubblicitari]. Non abbiamo mai detto che non ci sarebbero mai stati annunci su Wikipedia".[18]

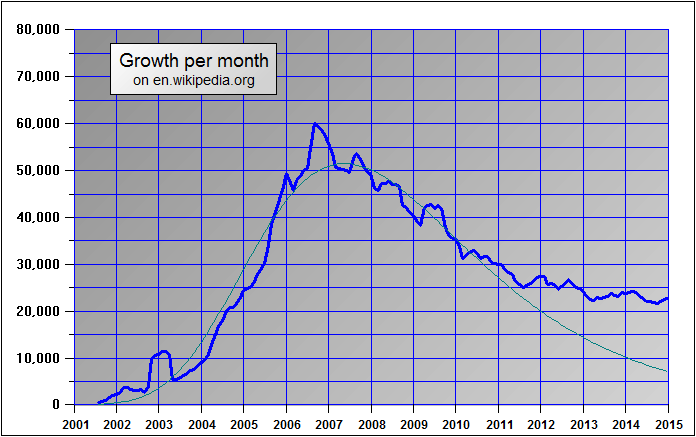
Il picco raggiunto da Rambot tra la fine del 2002 e l'inizio del 2003

- Ottobre 2002 – Derek Ramsey aumenta il numero di articoli presenti su Wikipedia di circa il 40%, ricorrendo alla creazione di un bot chiamato Rambot che realizza 33.832 abbozzi tra il 19 e il 25 ottobre per ogni contea, stato, città e villaggio mancanti negli Stati Uniti, basandosi su informazioni gratuite reperite sulla base del censimento nazionale del 2000.[19] Ne La rivoluzione di Wikipedia, Andrew Lih definisce l'operazione "la più inattesa mossa nella storia di Wikipedia".[19]

## 2005
- Settembre 2005
  - Prosegue l'incidente di Seigenthaler, locuzione con cui si fa riferimento a una serie di eventi innescati dal maggio del 2005 per via della pubblicazione, da parte di un utente anonimo, di contenuti dalla discutibile affidabilità sulla voce di Wikipedia dedicata a John Seigenthaler, un noto giornalista statunitense.[2] L'articolo affermava, senza alcun fondo di verità, che Seigenthaler figurava tra i sospettati dell'assassinio del presidente John F. Kennedy e del procuratore generale Robert Kennedy. Inoltre, si sosteneva erroneamente che Seigenthaler aveva vissuto nell'Unione Sovietica per 13 anni a partire dal 1971. Seigenthaler, amico e aiutante di Robert Kennedy, definirà in seguito le informazioni riportate come "l'omicidio virtuale di un personaggio reale".[20] L'identità dell'autore della bufala, Brian Chase, che aveva ideato la modifica con intento scherzoso, viene scoperta dal critico di Wikipedia Daniel Brandt e da alcuni giornalisti attivi per conto del New York Times.[21] Quanto pubblicato finirà rimosso da Wikipedia all'inizio di ottobre 2005 (sebbene le false informazioni siano rimaste su Answers.com e Reference.com per altre tre settimane), dopodiché Seigenthaler riferirà la sua esperienza esprimendosi su USA Today.[20][22]
  - L'indicizzatore di libri professionista Daniel Brandt apre il sito web dedicato alle critiche su Wikipedia wikipedia-watch.org, in risposta alla sua spiacevole esperienza durante il tentativo ad opera della community di cancellare la sua biografia.[21][23]

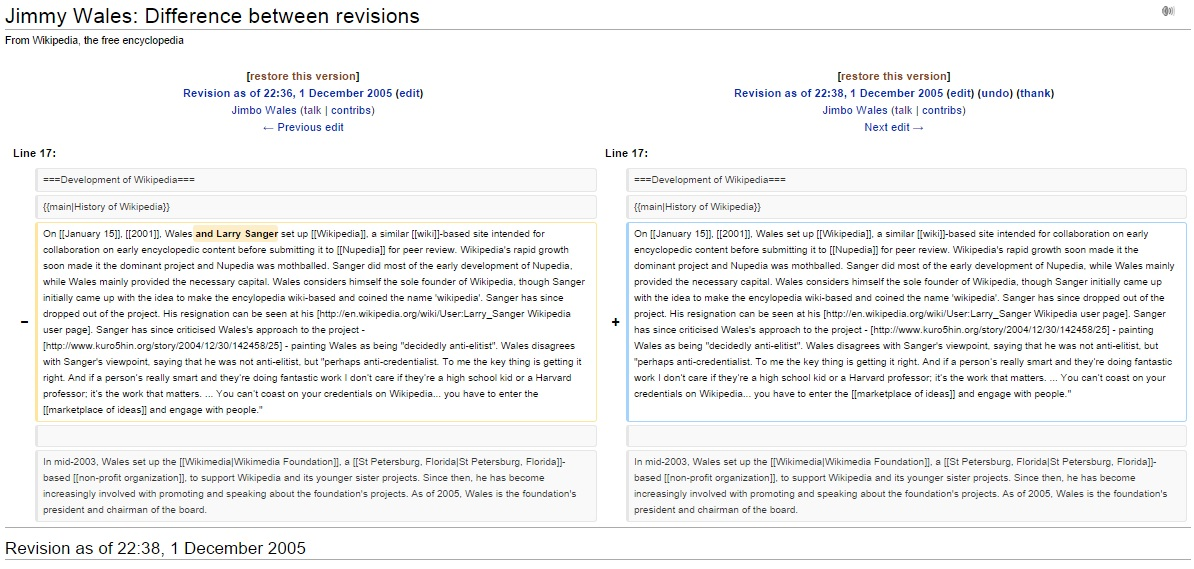
Le modifiche autobiografiche di Jimmy Wales attirarono critiche nel dicembre 2005

- Novembre/Dicembre 2005 – All'indirizzo IP assegnato alla Camera dei rappresentanti degli Stati Uniti si impedisce di effettuare nuove modifiche su Wikipedia, a causa di un gran numero di edits che apparivano un "doloso tentativo di compromettere l'integrità dell'enciclopedia".[24] Secondo quanto riportato da CBS News, i cambiamenti riguardavano anche l'articolo dedicato al politico e avvocato Marty Meehan, con l'intento di conferirgli un tono più lusinghiero.[25] Le modifiche all'articolo di Meehan spingono un ex direttore dell'Ufficio per l'etica del governo a commentare: "Quel genere di strumentalizzazione [dell'enciclopedia libera], unito al fatto che è finalizzato a cambiare le informazioni relative a una persona reale, è certamente sbagliato e meriterebbe, come minimo, una qualche azione disciplinare".[24]
- Dicembre 2005 – Si scopre che il co-fondatore di Wikipedia Jimmy Wales ha modificato l'articolo a lui dedicato. Stando alla cronologia della voce, ha apportato 18 modifiche alla sua biografia, sette delle quali riguardavano informazioni sul fatto che Larry Sanger fosse un co-fondatore di Wikipedia. Si scopre, inoltre, che Wales ha modificato la voce dedicata alla sua ex azienda, la Bomis. "Bomis Babes", una sezione del sito web della Bomis, era definita nella voce come "pornografia softcore" e Wales aveva modificato l'espressione in "sezione con contenuti per adulti", rimuovendo ogni riferimento alla pornografia. Pur avendo ammesso di aver apportato le modifiche, Wales ha sostenuto che si trattava solo di correzioni tecniche.[26][27]

## 2006
- 1º febbraio 2006 – Gli amministratori della Wikipedia polacca scoprono la bufala costituita dalla voce di Henryk Batuta. Quest'ultimo, un soggetto completamente inventato, risultava nelle menti dei creatori un rivoluzionario comunista polacco, in stretti rapporti con Ernest Hemingway, che era stato arrestato dal presidente Józef Piłsudski e trattenuto come prigioniero politico e che aveva combattuto la guerra civile spagnola. L'articolo rimase visibile per 15 mesi ed era collegato a ben diciassette altre pagine prima che si scoprisse l'inesistenza del personaggio.[28][29] Il contenuto era stato scritto da un gruppo di editori polacchi di Wikipedia che si definiva "Esercito Batuta". Uno dei membri, il quale si faceva chiamare "Marek", dichiarerà al The Observer di aver partorito l'articolo per attirare l'attenzione sul continuo ricordo a nomi di funzionari sovietici per strade e altre aree pubbliche in Polonia. Nella stessa intervista, proseguirà così: "Molte di queste persone erano traditori e assassini che non meritano un tale onore".[28]
- Marzo 2006 – Il critico di Wikipedia Daniel Brandt individua 142 casi di plagio sull'enciclopedia online.
- Da inizio a metà 2006 – Si rivela alla stampa un gruppo di modifiche apportate dallo staff del Congresso degli Stati Uniti su Wikipedia. Esse erano state compiute principalmente da vari collaboratori politici, al fine di mascherare vari contenuti presenti nelle biografie. Si era proceduto ad esempio a rimuovere informazioni indesiderate (comprese dichiarazioni peggiorative riportate o promesse elettorali non mantenute), aggiungendo contenuti favorevoli, tributi "palesemente non neutrali" o sostituendo gli articoli, in parte o integralmente, con biografie curate dal personale. Risultano coinvolti gli staff di almeno cinque politici: Marty Meehan, Norm Coleman, Conrad Burns, Joe Biden (futuro presidente degli USA) e Gil Gutknecht.[30] In un diverso scandalo, ma dalla natura simile, il manager della campagna per conto di Cathy Cox, Morton Brilliant, si dimetterà dopo essere stato sorpreso ad aggiungere informazioni negative nella voce di Wikipedia su Mark Taylor, avversario della Cox nelle elezioni governative in Georgia.[31]
- Luglio 2006 – Viene fondata MyWikiBiz da Gregory Kohs e sua sorella per fornire servizi di editing a pagamento su Wikipedia.[32] Sebbene Kohs, dopo alcune ricerche, abbia concluso che non esistevano politiche di Wikipedia che vietassero questa attività, il suo account subisce un blocco poco dopo la pubblicazione di agosto di un comunicato stampa che annunciava la creazione del progetto. Le politiche generali di Wikipedia vengono presto modificate per regolare i tipi di attività perseguite da MyWikiBiz. Jimmy Wales difende questa decisione e l'esclusione permanente di Kohs da Wikipedia, anche se riconosce che l'editing dietro compenso si era verificato in passato in maniera esponenziale. "Ad ogni modo", continua, "un conto è riconoscere che tale fattore continuerà sempre a coesistere, ma un altro è far trasparire il messaggio: «Continuiamo su questa scia!»".[32][33]

## 2007
- Gennaio 2007
  - Tutti i wikipediani in lingua inglese attivi in Qatar sperimentano un breve blocco ad opera di un amministratore a seguito di un'ondata di vandalismi, poiché non ci si era resi conto che il traffico internet dell'intera nazione era gestito da un unico indirizzo IP.[34] Alludendo a fattori politici, sia TechCrunch che Slashdot hanno riferito che Wikipedia aveva bandito tutto il Qatar dal sito, un'affermazione prontamente smentita dal co-fondatore Jimmy Wales.[35]
  - Si rivela che Microsoft aveva pagato il programmatore Rick Jelliffe per modificare gli articoli di Wikipedia sui prodotti realizzati dall'azienda medesima.[36] In particolare, Microsoft aveva retribuito Jelliffe per curare, tra gli altri, l'articolo su Office Open XML.[37] Un portavoce di Microsoft ha spiegato che la società pensava che gli articoli in questione fossero stati pesantemente influenzati da editori dell'IBM, azienda concorrente sul mercato, e che, qualora l'utente della modifica fosse stato in apparenza indipendente, il materiale sarebbe sembrato più accettabile agli occhi degli altri utenti di Wikipedia.[38]
- Febbraio 2007
  - In data 13 febbraio, il golfista professionista statunitense Fuzzy Zoeller cita in giudizio la società di valutazione delle credenziali estere di Josef Silny & Associates di Miami. Per il querelante, figuravano anche le dichiarazioni diffamatorie aggiunte nell'articolo di Wikipedia dedicato alla sua persona nel dicembre 2006 da qualcuno intento a utilizzare un computer in quella società.[39]
  - Barbara Bauer, un'agente letteraria, cita in giudizio la Wikimedia Foundation, che gestisce il sito web di Wikipedia e accetta donazioni per l'enciclopedia libera, per diffamazione e danni non patrimoniali cagionati alla sua attività, la Barbara Bauer Literary Agency.[40] Nel caso Bauer contro Glatzer, Bauer affermava che le informazioni critiche presenti su Wikipedia inerenti alle sue capacità lavorative le erano costate delle opportunità di profitto. La Electronic Frontier Foundation, un'organizzazione internazionale no profit di avvocati e legali rivolta alla tutela dei diritti digitali e della libertà di parola, si espone in difesa di Wikipedia, chiedendo pubblicamente l'archiviazione del caso.[41] Alla fine, la controversia si concluderà proprio in tale maniera, con l'archiviazione eseguita nel luglio del 2008.[42]
  - Taner Akçam, uno storico e sociologo turco tra i primi a riconoscere e discutere apertamente del genocidio armeno, viene detenuto in Canada all'aeroporto di Montréal per quasi quattro ore dopo l'atterraggio con un volo partito dagli USA.[43] Egli avrebbe dovuto tenere una conferenza su invito della facoltà di giurisprudenza dell'Università McGill e dell'Università Concordia. Quando poi spiegherà i motivi della sua detenzione, Taner Akçam dichiarerà che le autorità canadesi facevano riferimento a una versione inesatta della sua biografia su Wikipedia del 24 dicembre 2006 circa che lo definiva un terrorista.[43] Due giorni dopo, al suo ritorno negli Stati Uniti, le autorità lo bloccheranno per lo stesso motivo, rilasciandolo solo dopo qualche ora.[43]

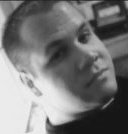
L'amministratore di Wikipedia Essjay, le cui affermazioni sulla sua identità e credenziali sono state oggetto di un editoriale New Yorker nel 2007

- Marzo 2007 – Scoppia il caso Essjay quando la rivista The New Yorker pubblica una rara correzione editoriale asserendo che un importante editore e amministratore della Wikipedia in inglese, noto come "Essjay", intervistato e descritto in un articolo del luglio 2006 come un "professore di religione di ruolo in un'università privata" che vantava un "dottorato in teologia e una laurea in diritto canonico", era in realtà un 24enne che non possedeva nessuno di tali titoli.[3][4][44] Essjay aveva dunque inventato un'identità completamente falsa per la sua partecipazione sotto pseudonimo all'enciclopedia online.[3][4][44] Nel gennaio del 2007, Essjay diventa un dipendente di Wikia e divulga il suo vero nome, Ryan Jordan; quando lo nota Daniel Brandt, di Wikipedia Watch, comunica prontamente l'identità di Essjay al The New Yorker.[3][45] Jordan aveva ricoperto posizioni di fiducia come volontario all'interno di Wikipedia, ovvero il ruolo di "amministratore", "burocrate", "check user", "arbitro", e "mediatore".[3] Nel commentare la vicenda, Jimmy Wales dichiarerà di considerare il finto personaggio di Essjay come uno pseudonimo e di non averlo giudicato un problema: "Essjay è sempre stato, e lo è tuttora, un editore fantastico e un membro fidato della comunità [...] Avendo affrontato con consapevolezza, amarezza e senso di mortificazione l'intera questione, personalmente la considero risolta".[3] L'incidente scatenerà ampi dibattiti nella comunità di Wikipedia e vedrà il co-fondatore di Wikipedia Larry Sanger ammonire Wales: "Jimmy, definirsi un professore di ruolo, quando non lo si è, non è adottare uno 'pseudonimo'. Si tratta di un furto di identità. In più, la domanda completa da fare non è perché tu hai nominato Essjay in ArbCom, ma: perché hai ignorato le ovvie implicazioni morali del fatto che si era finto consapevolmente un professore al punto di assegnargli un lavoro e nominarlo ad ArbCom fino ad ora?".[3] A seguito della controversia, Wales alla fine inviterà Jordan a rinunciare ai suoi incarichi su Wikipedia, cosa che quegli farà; Jordan verrà rimosso anche da Wikia.[45]

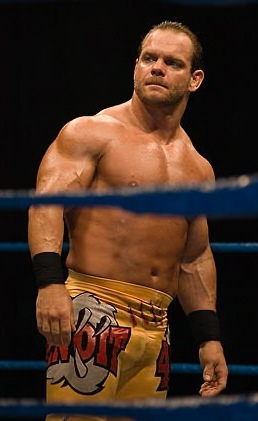
Il wrestler canadese Chris Benoit

- Giugno 2007 – Fa la sua comparsa una dichiarazione sulla morte di Nancy Benoit sull'articolo dedicato al wrestler Chris Benoit nella Wikipedia in inglese quattordici ore prima di quando la polizia scoprirà i corpi di Benoit e la sua famiglia. Questa aggiunta, in apparenza caratterizzata da un'ottima dose di preveggenza, è inizialmente riportata su Wikinews e, in seguito, su Fox News. L'articolo in origine diceva: "Chris Benoit è stato rimpiazzato da Johnny Nitro per il match di ECW World Championship a Vengeance, poiché Benoit non era lì per problemi personali legati alla morte di sua moglie Nancy". Quest'ultimo passaggio fa la sua comparsa alle 12:01 EST il 25 giugno,[46] mentre la polizia della contea di Fayette avrebbe scoperto i corpi della famiglia Benoit alle 2:30 EST (14 ore e 29 minuti dopo). L'indirizzo IP dell'editore risalirà a Stamford, in Connecticut, città sede del quartier generale della WWE.[47] Dopo che la notizia dell'avviso di morte anticipata raggiungerà i principali media statunitensi e non, l'anonimo contribuente accederà a Wikinews per giustificare la sua modifica alla stregua di un'"enorme coincidenza e nulla di più".[48][49]
- Agosto 2007 – Virgil Griffith, uno studente laureato in scienze computazionali e sistemi neurali alla Caltech, crea un database di ricerca che collega le modifiche apportate da editori anonimi di Wikipedia a società e organizzazioni da cui sono partite. Il database incrocia dunque i registri delle modifiche ultimate su Wikipedia con quanto reperibile pubblicamente.[50] Griffith era interessato a raggiungere un simile scopo per via dello scandalo relativo ai deputati del Congresso degli Stati Uniti e desiderava comprendere se altri enti o grandi società stessero agendo alla stessa maniera. In maniera abbastanza sprezzante, Griffith sostiene di voler "scatenare piccoli disastri di pubbliche relazioni per le aziende e le organizzazioni che non mi piacciono (e) comprendere cosa fanno le 'organizzazioni interessanti' (verso le quali sono neutrale)".[51] Un ulteriore compito, a suo dire, appare quello di consentire ai visitatori dell'enciclopedia uno strumento per controllare l'accuratezza delle edits e consentire l'automazione e l'indicizzazione delle stesse.[50][52] Il grosso delle modifiche eseguite da Wikiscanner aveva un impatto minore o irrilevante ai fini dell'indagine, ma il sito è stato sondato con cura per rilevare i più controversi e imbarazzanti casi di conflitti di interesse.[50][53] Alcuni dei coinvolti hanno poi attirato l'attenzione dei media in tutto il mondo. Tra gli "accusati" figura la Santa Sede,[54][55] la CIA,[50][55] l'FBI,[51] il Comitato per la Campagna del Partito Democratico degli Stati Uniti al Congresso,[55][56] il Partito Repubblicano,[52][56] il Partito Laburista britannico,[56] il Partito Conservatore,[52] il governo del Canada,[57] il dipartimento dell'industria del Canada,[58] il dipartimento del primo ministro, del gabinetto e della difesa d'Australia,[59][60][61] le Nazioni Unite,[62] il Senato degli Stati Uniti,[63] il Dipartimento della sicurezza interna degli USA,[64] l'Agenzia statunitense per la protezione dell'ambiente,[64] il senatore del Montana Conrad Burns,[50] il governatore dell'Ohio Bob Taft,[65] il principe Friso di Orange-Nassau e sua moglie Mabel dei Paesi Bassi,[66][67] il governo israeliano,[68] Exxon Mobil,[69] Walmart,[50][69] AstraZeneca, Diebold Nixdorf,[50][52][56] Dow Chemical,[52] Disney,[57] Dell,[69] Anheuser-Busch,[69] Nestlé,[52] Pepsi, Boeing,[52] Sony Computer Entertainment,[70] EA,[71] SCO Group,[69] MySpace,[52] Pfizer,[64] Raytheon,[64] DuPont,[72] le Chiese anglicana e cattolica,[52] la Chiesa di Scientology,[52][57] la Chiesa del raccolto mondiale,[65] Amnesty International,[52] Discovery Channel,[52] Fox News,[56][73] CBS, The Washington Post, la National Rifle Association of America,[52] News International,[52] Al Jazeera,[64] l'Università Bob Jones di Greenwille,[64] e l'Università statale dell'Ohio.[65] Sebbene le modifiche fossero correlate a indirizzi IP noti, non vi è alcuna prova che le correzioni provenissero effettivamente da un membro dell'organizzazione o da un dipendente dell'azienda, ma solo che qualcuno aveva accesso alla loro rete.[55] I portavoce di Wikipedia riserveranno allo strumento WikiScanner toni positivi, poiché "aiuta a prevenire l'influenza dei conflitti di interesse[51] oltre ad aumentare la trasparenza[55] e a mitigare i tentativi di rimozione o distorsione di fatti rilevanti".[52] Nel 2008, Griffith rilascerà una versione aggiornata di WikiScanner, chiamato WikiWatcher, che disporrà, come nuova funzione, della possibilità di scoprire l'indirizzo IP di utenti con account registrati che dimenticano accidentalmente di accedere e, di conseguenza, le loro affiliazioni.[74] Nel marzo del 2012, pur essendo il sito web di WikiScanner online, non funzionerà più.[75]
- Settembre 2007
  - VentureBeat segnala modifiche operate da Auren Hoffman nel 2007 per aver modificato l'articolo a lui dedicato su Wikipedia con uno pseudonimo. Hoffman replicherà che stava modificando il suo profilo per rimuovere i commenti inappropriati.[76][77]
  - Un migliaio di indirizzi IP viene sottoposto al blocco nello Utah per impedire di apportare ulteriori cambiamenti a un utente molto attivo a cui era stato impedito di compiere edits su Wikipedia.[78][79]
- Ottobre 2007 – Nei loro necrologi del compositore di temi televisivi, in quel frangente scomparso, Ronnie Hazlehurst, molte organizzazioni dei media britanniche riferiscono di aver collaborato alla scrittura del brano degli S Club 7 Reach. Nei fatti, ciò non era avvenuto e si è scoperto che l'errore si doveva a una modifica contenente informazioni inesatte sull'articolo di Hazlehurst presente su Wikipedia.[80][81]
- Dicembre 2007 – Si apprende che la Wikimedia Foundation non aveva compiuto, neppure in modo sommario, una verifica antecedente all'assunzione di una donna, Carolyn Doran, nel ruolo di direttrice operativa, nonostante la stessa avesse precedenti penali in tre stati americani per furto, guida in stato di ebbrezza e fuga da un incidente d'auto.[82][83] Secondo The Register, Doran lascerà la sua posizione dopo l'ennesimo arresto per guida sotto l'uso di stupefacenti; l'avvocato della Wikimedia Foundation, Mike Godwin, affermerà: "Non abbiamo mai avuto alcuna documentazione di precedenti penali da parte di Carolyn Doran. Per quanto mi riguarda, non ho alcuna conoscenza diretta di lei [e della sua fedina penale] [...] Non abbiamo, nei nostri registri, alcuna prova di notizie del genere".[84] L'Associated Press riferirà inoltre che Doran avrebbe ferito il suo compagno "con un colpo di pistola al petto".[84]

## 2008

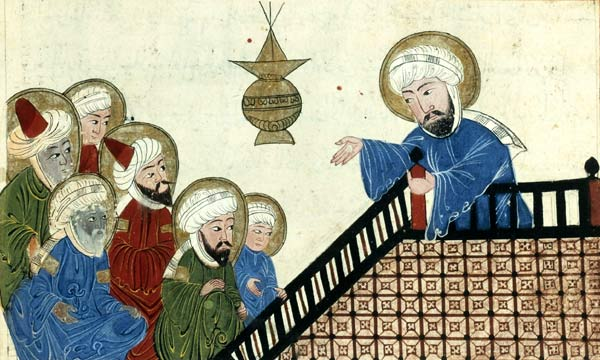
Una copia del XVII secolo di un'immagine manoscritta persiana del XIV secolo che rappresenta Maometto, una delle raffigurazioni che ha sollevato discussioni nella community di Wikipedia

- Febbraio 2008 – Un gruppo di credenti musulmani lancia una petizione online volta a chiedere la rimozione, da parte di Wikipedia, delle immagini del profeta Maometto dagli articoli in cui esse sono presenti, poiché, secondo alcuni membri della stessa comunità religiosa, esse violerebbero dei precetti sacri.[85] I manifestanti organizzano altresì una campagna via email per esercitare pressione su Wikipedia in inglese affinché occulti le immagini offensive.[86] Entro il 7 febbraio, circa 100.000 persone sottoscrivono la petizione e l'articolo ricade sotto protezione per evitare contributi per mano di utenti non registrati. Jay Walsh, portavoce della Wikimedia Foundation, dichiarerà a Information Week che "la mancanza di censura costituisce un principio importante della comunità degli utenti e di chi si occupa delle modifiche" e Mathias Schindler, di Wikimedia Deutschland, affermerà in risposta agli sforzi finalizzati a rimuovere le immagini dalla versione in lingua tedesca che "Wikipedia è un'enciclopedia, non la sede per un dibattito tra fedeli musulmani".[87]
- Marzo 2008
  - Il co-fondatore di Wikipedia Jimmy Wales ricorre a Wikipedia per comunicare la fine della relazione che stava avendo con l'editorialista politica conservatrice, commentatrice televisiva e docente universitaria Rachel Marsden, aggiungendo una singola frase alla sua pagina utente di Wikipedia in cui dichiara: "Ho rotto con Rachel Marsden".[88] Tale atto è stato interpretato come una controversia dalla portata più ampia, a causa del suggerimento, dedotto dai registri di chat privati scritti presumibilmente tra Marsden e Wales, che Wales avesse precedentemente modificato l'articolo biografico di Marsden su Wikipedia, su richiesta della donna prima che intraprendessero la relazione.[88][89]
  - Jimmy Wales viene accusato dall'ex dipendente della Wikimedia Foundation Danny Wool di aver abusato del denaro della fondazione per spese di svago. Wool sostiene inoltre che a Wales è stata disabilitata la carta di credito Wikimedia, in parte a causa della somma delle sue uscite, affermazione smentita da Wales.[90] L'allora presidente della fondazione Florence Devouard ed ex direttore esecutivo ad interim della fondazione Brad Patrick nega qualsiasi illecito da parte di Wales o della fondazione, affermando che Wales contabilizzava ogni spesa e che, per gli oggetti per i quali non aveva ricevuta, pagava di tasca propria; in privato, Devouard rimproverà Wales per il fatto di "cercare costantemente di riscrivere il passato".[91]
  - Jeffrey Vernon Merkey asserisce che Wales aveva apportato delle correzioni sulla voce di Wikipedia di Merkey per renderla più lusinghiera in cambio di donazioni alla Wikimedia Foundation, un'accusa che l'imprenditore respinge definendola un'"assurdità".[92][93]
- Maggio 2008 – Una lunga disputa tra i membri della Chiesa di Scientology e gli editori di Wikipedia tocca il comitato arbitrale dell'enciclopedia libera. Si accusano i membri del clero di aver tentato di influenzare gli articoli nell'interesse della propria confessione, mentre ad altri redattori si riserva l'accusa contraria. Il collegio arbitrale voterà all'unanimità il blocco di tutte le modifiche compiute dagli indirizzi IP associati alla Chiesa, come così di diversi critici affiliati a Scientology.[94][95]
- Giugno 2008
  - Nel 2007, Jim Prentice, allora membro del Parlamento del Canada per il distretto elettorale di Calgary Centro-Nord e ministro dell'Industria, aveva introdotto la legislazione sulla tutela del copyright, paragonata da molti al DMCA statunitense.[96] La legislazione appariva controversa e Prentice la ritirò nel dicembre 2007.[97] Nel giugno del 2008, si susseguono varie speculazioni sulla stampa canadese sul fatto che Prentice, alla fine, sarebbe subentrato a Stephen Harper in veste di primo ministro del Canada.[98] Michael Geist, professore di diritto cibernetico presso l'Università di Ottawa, scopre che una serie di modifiche anonime all'articolo di Wikipedia di Prentice erano state apportate alla fine di maggio e all'inizio di giugno da un indirizzo IP affiliato al dicastero ricoperto proprio da Prentice. Le correzioni rimuovevano le menzioni critiche del coinvolgimento di Prentice nella legislazione sul copyright e aggiungevano affermazioni in tono positivo sul conto del ministro.[99] Geist annuncerà sul suo blog quanto appreso sulle modifiche, bollandole come "chiacchiere agiografiche che esaltano Prentice".[96][98]
  - La stampa australiana rende noto che lo studio legale statunitense Cadwalader, Wickersham & Taft aveva minacciato la Wikimedia Foundation di voler intentare una causa per conto dell'allora amministratore delegato di Telstra Solomon Trujillo.[100] La lettera grosso modo dichiarava: "Se Wikipedia e Wikimedia non rimuovono il linguaggio improprio entro quella data (le 19:00 del 7 marzo), adottando le misure necessarie per bloccarne il reinserimento, il signor (Trujillo) intende far sapere che non esiterà a sporgere querela [...]".[101] Un'ultima raccomandazione riguardava la necessità di bloccare il responsabile dell'inserimento del materiale diffamatorio.[100] Jimmy Wales nega che tale minaccia fosse stata ricevuta, affermando: "È triste vedere giornalisti così irresponsabili da far apparire una ricostruzione secondo cui Wikipedia avrebbe ceduto ad alcune richieste di avvocati che si oppongono a delle critiche legittime. È ancor più avvilente vedere Trujillo attaccato da quegli stessi media irresponsabili per qualcosa che non ha fatto".[101]
- Agosto 2008 – Il senatore del partito repubblicano statunitense e poi candidato presidenziale John McCain viene accusato di aver plagiato da Wikipedia alcuni elementi di un suo discorso sulla Georgia. Il Congressional Quarterly rivela che il discorso di McCain conteneva due passaggi sostanzialmente identici ai passaggi dell'articolo di Wikipedia sul Paese e che la restante fetta gli "somigliava in modo sorprendente".[102] Il discorso di McCain era stato invero scritto da alcuni autori piuttosto che dal candidato stesso. A seguito del rilascio del resoconto del Congressional Quarterly, gli assistenti di McCain pubblicheranno una dichiarazione che conteneva il seguente passaggio: "Esistono solo tanti modi per affermare fatti storici di base e date; qualsiasi somiglianza con Wikipedia appariva solo una casualità".[103]
- Settembre 2008 – Si susseguono aggiornamenti sospetti sulla biografia di Sarah Palin dopo l'annuncio che si sarebbe candidata per la vicepresidenza.[104]

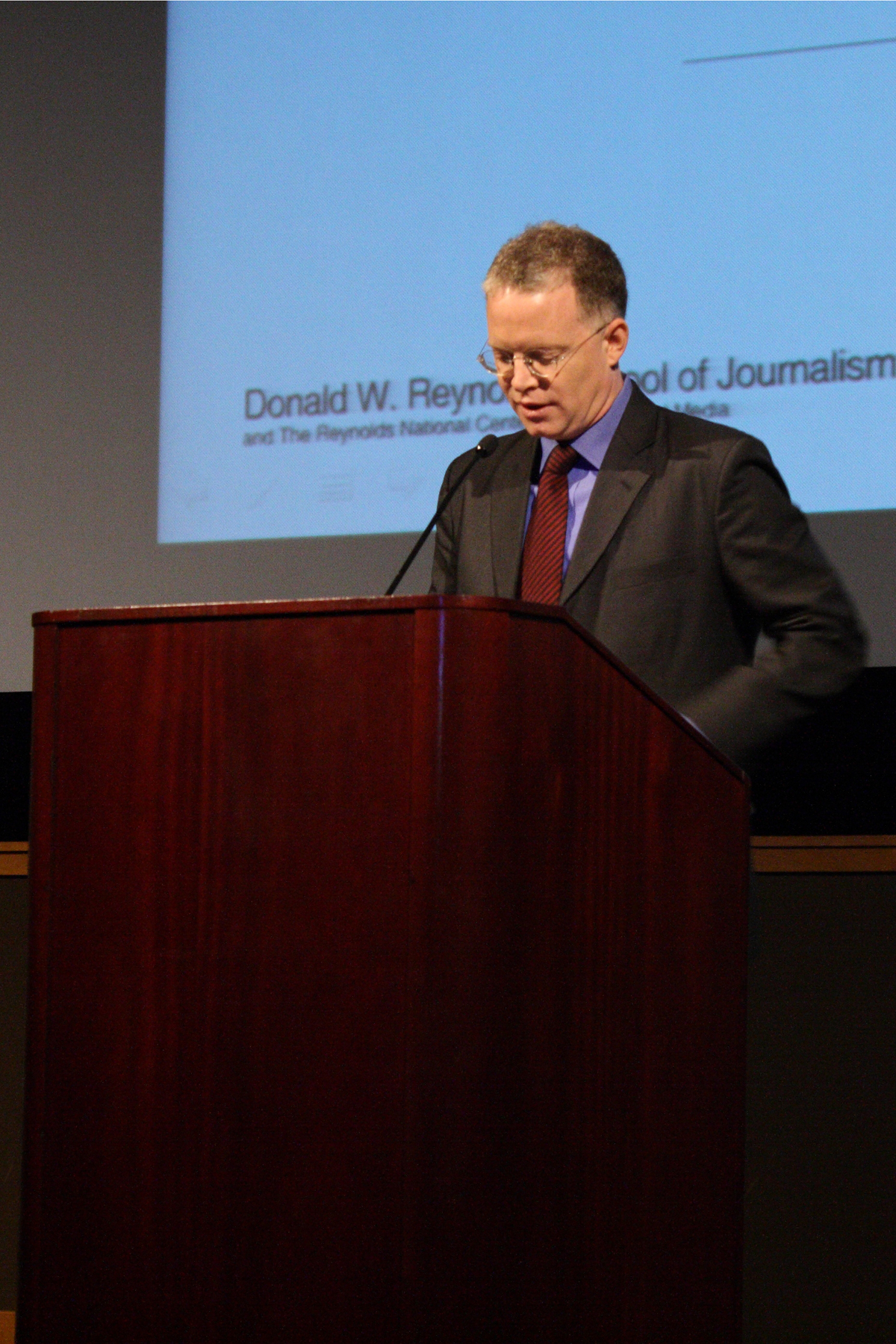
Il reporter David Rohde nel 2011, tre anni dopo che le informazioni sulla sua cattura da parte dei talebani sono state rimosse a seguito di controversie da Wikipedia

- Novembre 2008 – Il giornalista del New York Times David Rohde viene rapito dai talebani mentre svolge le sue mansioni in Afghanistan. Il Times temeva che la segnalazione della questione avrebbe messo in pericolo la vita di Rohde, ragion per cui non la menziona nei propri articoli.[105] Nel frattempo, le dichiarazioni sul rapimento dell'uomo fanno capolino su Wikipedia proprio durante il vuoto volontario di notizie, spingendo i rappresentanti del Times a telefonare Jimmy Wales e a chiedergli di eliminare l'informazione. Questi accetta di occuparsene ma, per evitare il controllo che accompagna le sue modifiche a Wikipedia, chiede invece a un ignoto amministratore del sito di cancellare il contenuto.[106] Wales dichiarerà al giornalista del Times Richard Pérez-Peña: "Siamo stati seriamente agevolati dal fatto che la notizia non fosse apparsa in un sito considerato fonte affidabile. Ci sarebbero potute essere davvero tante ripercussioni se fosse stato così".[107] Il The Christian Science Monitor riferirà che le azioni di Wales avevano attirato numerose critiche da blogger e giornalisti, i quali sostenevano che la soppressione delle informazioni minasse la credibilità di Wikipedia.[107]
- Dicembre 2008
  - All'inizio del mese, la Internet Watch Foundation (IWF) aggiunge la pagina Wikipedia sull'album Virgin Killer alla sua lista nera di materiale online potenzialmente illegale nel Regno Unito, in quanto contiene un'immagine di una ragazza in età prepuberale nuda.[108] La lista nera dell'IWF è applicata volontariamente dal 95% dei provider di servizi Internet britannici. Alla fine, il problema impedirà alla maggior parte dei residenti nel Regno Unito di modificare qualsiasi articolo su Wikipedia.[109] La Wikimedia Foundation (WMF) protesterà contro la lista nera della pagina anche se, come dichiarato all'epoca dall'IWF, "l'immagine in questione è potenzialmente in violazione del Protection of Children Act 1978", e, con una mossa "senza precedenti", l'IWF acconsentirà a rimuovere la pagina dalla sua lista nera.[110]
  - Il professore T. Mills Kelly conduce un progetto di classe su "Lying About the Past", favorendo l'origine della bufala di Edward Owens. Creata sulla biografia di "Edward Owens", si diceva che questi fosse un pescatore di ostriche diventato pirata durante il periodo della Grande depressione e che prendesse di mira le navi nella baia di Chesapeake. La scoperta avverrà quando i media inizieranno a riportare la vicenda come fatto acclarato.[111][112]

## 2009
- 20 gennaio 2009 – L'articolo di Wikipedia sul senatore della Virginia Occidentale Robert Byrd vede per breve tempo sopravvivere delle modifiche inerenti alla sua morte, evento non veritiero.[113] Anche l'articolo del senatore Edward Kennedy segue una sorte simile nel medesimo periodo. Poco dopo, Jimmy Wales, incalzato da Fox News, sentenzierà: "Quest'assurdità sarebbe stata impedita al 100% se fossero avvenute in tempi rapidi delle revisioni".[114]
- Febbraio 2009 – Scott Kildall e il collaboratore Nathaniel Stern realizzano Wikipedia Art,[115] un pezzo di performance d'artista come articolo dal vivo su Wikipedia. Svariati utenti fanno presto notare la violazione del progetto con riguardo alle regole di Wikipedia e decidono di sopprimerlo 15 ore dopo la sua pubblicazione iniziale. Un mese dopo, Kildall e Stern ricevono una lettera da uno studio legale che rappresenta la Wikimedia Foundation, in cui si afferma che il nome del dominio, nello specifico wikipediaart.org, violava il loro marchio.[116] La polemica che ne seguirà sarà riportata dalla stampa nazionale.[117] Wikipedia Art andrà incluso nel padiglione Internet della Biennale di Venezia nel 2009, oltre che, in forma rivista, al festival Transmediale di Berlino nel 2011.[118][119]
- Marzo 2009 - Ore dopo la morte del compositore Maurice Jarre, lo studente irlandese Shane Fitzgerald aggiunge la seguente citazione fasulla alla voce del francese su Wikipedia: "Si potrebbe dire che la mia stessa vita è stata una lunga colonna sonora. La musica era la mia vita, la musica mi ha portato in vita e la musica è il modo in cui sarò ricordato molto tempo dopo che lascerò questa vita. Quando morirò, ci sarà un valzer finale che suonerà nella mia testa che solo io potrò sentire".[120] L'aforisma è presto ripreso dai giornalisti e incorporato in numerosi necrologi di Jarre pubblicati sulle testate di tutto il mondo,[121] incluso il Guardian e l'Independent.[2]
- Maggio 2009 – Il wikipediano David Boothroyd, membro del partito laburista del Regno Unito, genera polemiche quando il collaboratore di Wikipedia Review "Tarantino" scopre l'utilizzo di profili fantoccio (account "Dbiv", "Fys" e "Sam Blacketer"), nessuno dei quali riconducibile alla vera identità dell'utilizzatore o degli utilizzatori. Boothroyd aveva riacquisito lo stato di amministratore con il sockpuppet "Sam Blacketer" nell'aprile 2007.[122] Più tardi, nel medesimo anno, l'account Sam Blacketer di Boothroyd era diventato parte del Comitato arbitrale di Wikipedia in inglese.[123] Effettuando l'accesso con lo stesso profilo, Boothroyd aveva curato molti articoli relativi alla politica del Regno Unito, incluso quello del leader rivale del partito conservatore David Cameron.[124] Boothroyd si dimetterà poi dal ruolo di amministratore[125] e di arbitro.[126]

- Giugno 2009

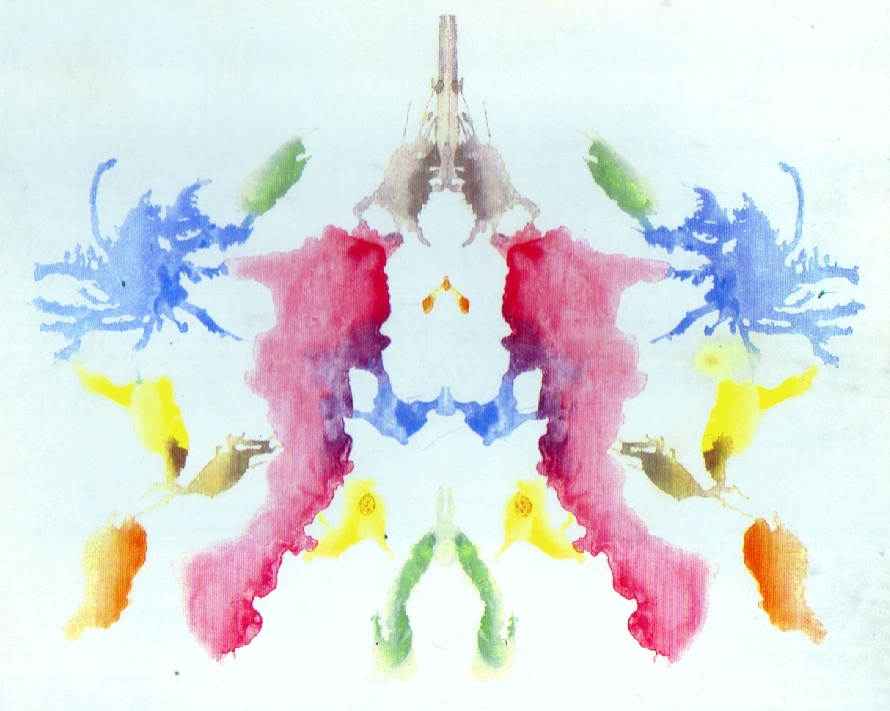
Diversi psicologi si sono opposti fortemente alla visualizzazione delle immagini delle 10 tavole del test di Rorschach nel giugno 2009

  - Chris Anderson, editore di Wired, è accusato dal Virginia Quarterly Review di plagio di materiale per il suo libro Free: The Future of a Radical Price da Wikipedia.[127] Anderson afferma di aver originariamente redatto il materiale correttamente, ma che a causa di disaccordi con il suo editore sulla formattazione fosse finito nella bozza finale senza virgolette. Senza troppi giri di parole, si scusa pubblicamente affermando: "Si tratta di un mio pasticcio".[128] Anderson annuncia che gli errori di attribuzione sarebbero stati corretti nella versione online del libro e nelle pubblicazioni future.[129] Il libro di Anderson non rappresenta una difesa della nozione di informazione libera come esemplificata da Wikipedia, ma di quella di opere digitali a costo zero.[130] La confusione tra i termini "libertà" e "gratuità" [entrambi indicati con la parola "free" in inglese], malgrado entrambi i concetti si applichino con riferimento a Wikipedia, verrà definito da almeno un commentatore come un "esempio di ironia a livelli estremi".[128]
  - James Heilman, un medico canadese, carica su Wikipedia delle copie di tutte e 10 le tavole di macchie d'inchiostro utilizzate nel test di Rorschach, sulla base del fatto che il copyright delle immagini non operava più.[131] Heilman riceve ampie critiche dagli psicologi che avevano usato il test come strumento diagnostico, per via della preoccupazione che i pazienti, in virtù della già avvenuta presa di visione delle macchie d'inchiostro, avrebbero generato stati diagnosi non più vergini, ma condizionati. In risposta alla pubblicazione delle immagini da parte di Heilman, un certo numero di psicologi si iscrive a Wikipedia allo scopo di partecipare al dibattito già sorto e di argomentare contro la loro conservazione.[132] Nello stesso anno, due psicologi presentano una denuncia contro Heilman con il consiglio di licenza medica di Saskatchewan, asserendo che il caricamento delle immagini da lui operato costituiva un comportamento non professionale.[133]
- Luglio 2009 – La National Portrait Gallery di Londra emette una diffida per presunta violazione del copyright contro un utente di Wikipedia che aveva scaricato più di 3.000 immagini ad alta risoluzione dal sito web della galleria al fine di caricarle su Wikimedia Commons.[134][135][136][137]
- Settembre 2009 - Antonio e Giampaolo Angelucci, rispettivamente ex parlamentare del PdL ed editore di Libero e de Il Riformista, presentano querela chiedendo un maxi-risarcimento danni di 20 milioni di euro perché, a loro dire, su Wikipedia erano presenti voci enciclopediche diffamatorie nei loro confronti.[138] Il procedimento si chiuderà il 9 luglio 2014 presso il tribunale di Roma con una sentenza di assoluzione da parte di Wikimedia Foundation.[139][140]
- Novembre 2009 – I due condannati di omicidio di cittadinanza tedesca Wolfgang Werlé e Manfred Lauber citano in giudizio la Wikimedia Foundation (WMF) in un tribunale teutonico, chiedendo che i loro nomi siano rimossi dall'articolo di Wikipedia in inglese sulla vittima da loro uccisa, Walter Sedlmayr.[141] L'apparato normativo della Germania impone il rispetto di tali richieste di cancellazione.[142] Alexander H. Stopp, avvocato dei due uomini, riuscirà a costringere la Wikipedia in lingua tedesca a rimuovere le loro identità, in ossequio al diritto all'oblio. Mike Godwin risponderà poi a nome del WMF, affermando che l'organizzazione "non modifica affatto i contenuti, a meno che non otteniamo un ordine del tribunale da una corte di giurisdizione competente. Se i nostri colleghi tedeschi hanno scelto di rimuovere i nomi degli assassini dal loro articolo su Walter Sedlmayr, li sosteniamo in quella scelta. Gli editori in lingua inglese hanno preferito includere i nomi degli assassini e noi mostriamo sostegno per questa decisione".[143]
- Dicembre 2009 – L'attore Ron Livingston, protagonista del film del 1999 Impiegati... male!, intenta una causa presso la Corte superiore della contea di Los Angeles contro John Doe, reo, a suo dire, di aver ripetutamente modificato l'articolo di Wikipedia di Livingston per includere affermazioni secondo cui l'attore fosse gay e avesse una relazione con un certo Lee Dennison (presunto nome di fantasia).[144] Durante lo svolgimento del processo, l'accusa presenta delle prove finalizzate a dimostrare che l'imputato John Doe aveva creato profili Facebook fasulli per Livingston e il suo presunto compagno.[145] È bene precisare che non si citano in giudizio né Wikipedia né Facebook, ma il fine appare evidentemente inteso a conferire a Livingston la facoltà di chiedere la rimozione dei contenuti aggiunti dall'imputato anonimo.[146] Alla causa segue un effetto Streisand, poiché Livingston è preso di mira da chi lo accusa di omofobia. Jay Walsh, allora capo della comunicazione per la Wikimedia Foundation, afferma in merito: "Si tratta di una problematica seria che seguiamo con grande attenzione. Comprendiamo che gli articoli trattano di uomini e donne reali e che le loro scelte di vita traspaiono in essi. [...] Ebbene, queste sono voci difficili da gestire. Chi si fa passare per un fan o per un hater potrebbe tentare di attaccare o vandalizzare i contenuti, ma siamo di fronte a uno scenario che per noi, purtroppo, non costituisce una novità".[147]

## 2010

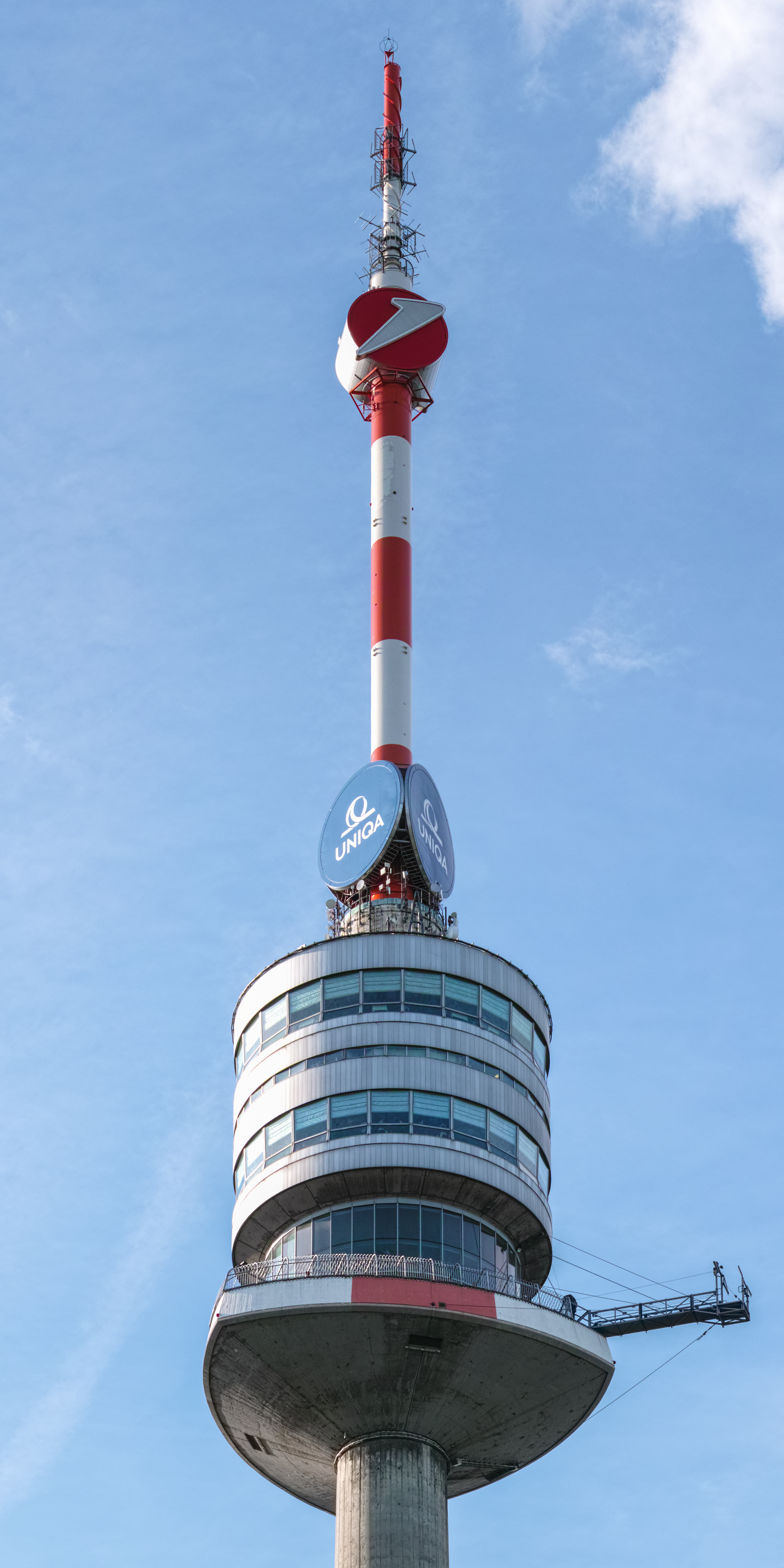
La piattaforma panoramica e la sommità del Donauturm

- Inizio 2010-aprile 2010 – Una delle maggiori controversie nella Wikipedia in lingua tedesca, innescata da una semplice frase e durata per mesi, riguarda la Donauturm di Vienna.[148] Mentre la torre di osservazione condivide alcuni aspetti architettonici con la torre della televisione di Stoccarda, la struttura non è mai stata progettata per scopi di trasmissione televisiva. La Wikipedia in tedesco affronta una discussione di circa 600.000 caratteri relativamente al titolo e alla categoria adatti in cui inscrivere la voce. Alcuni autori (spesso austriaci) rigettano la descrizione di Donauturm come "torre della televisione", al contrario di altri.[148] L'articolo dello Spiegel sul problema riprenderà il passaggio di un partecipante alla conversazione, il quale diceva: "Nelle giornate fortunate, Wikipedia è meglio di qualsiasi soap televisiva".[148]
- Aprile 2010 – Il cofondatore di Wikipedia Larry Sanger informa l'FBI della grande quantità di materiale pedopornografico disponibile su Wikimedia Commons. Sanger dichiarerà in seguito a Fox News: "Non sono rimasto scioccato dal fatto che fosse online, ma sono rimasto colpito dalla sua reperibilità su Wikimedia Foundation, un sito che pretende di essere un punto di riferimento".[149] Il co-fondatore Jimmy Wales risponderà affermando che un proclama con toni forti della Wikimedia Foundation avrebbe fatto presto seguito.[150] Nelle settimane successive alla lettera di Sanger, Wales cancellerà unilateralmente una serie di immagini che riteneva, a suo giudizio, pornografiche. Le azioni unilaterali di Wales susciteranno una protesta da parte della comunità di Wikipedia, che a sua volta spingerà il co-fondatore a rinunciare volontariamente ad alcuni dei suoi livelli di accesso.[151]
- Luglio 2010 – Dopo i mondiali di calcio, il presidente della FIFA Sepp Blatter è insignito dell'Ordine dei Compagni di O.R. Tambo per il suo contributo nella realizzazione della manifestazione. La pagina web del governo sudafricano che annuncia il premio si riferisce a lui come Joseph Sepp "Bellend" Blatter; il soprannome è stato tratto da una versione vandalizzata del suo articolo su Wikipedia.[152][153] "Bellend" è un termine utilizzato nello slang britannico per indicare il glande.[154]
- Agosto 2010 – Dopo che l'FBI aveva richiesto a Wikipedia di rimuovere il logo dell'agenzia da Wikipedia (sulla base che la grafica ad alta risoluzione avrebbe potuto facilitare la creazione di falsi tesserini dell'FBI), l'avvocato della Wikimedia Foundation Mike Godwin spedisce una lettera al Bureau, negando la loro richiesta e sostenendo che l'FBI aveva male interpretato la normativa in materia.[155][156]
- Settembre 2010 – Il presentatore radiofonico di destra Rush Limbaugh trasmette una discussione su un'imminente udienza nell'aula del giudice Roger Vinson della Corte distrettuale del nord della Florida nel caso Florida et al v. Dipartimento della salute e dei servizi umani degli Stati Uniti d'America, uno dei casi promossi dagli stati degli USA che contestavano il Patient Protection and Affordable Care Act (Obamacare).[157] Limbaugh si rivolge al suo pubblico sostenendo che Vinson aveva precedentemente ucciso tre orsi bruni e fatto posizionare il suo capo sulla porta della sua aula, sempre secondo Limbaugh, per "instillare il timore di Dio nell'accusato".[158] "Una simile notizia", ha affermato Limbaugh, "non dovrebbe rappresentare un aspetto positivo" per i sostenitori dell'Obamacare. Tuttavia, la storia non solo era falsa, ma dovuta a una modifica nell'articolo di Wikipedia di Vinson pochi giorni prima della trasmissione.[159] Le informazioni sulla caccia all'orso inserite nell'articolo di Wikipedia si riferivano a una storia inesistente raccontata nel Pensacola News Journal.[158] Un portavoce di Limbaugh dirà al New York Times che un collaboratore della puntata radiofonica aveva reperito le informazioni sul sito web del News Journal, mentre il caporedattore di quel giornale riferirà al Times che tali notizie non erano mai state pubblicate lì.[158]

## 2011
- Giugno 2011

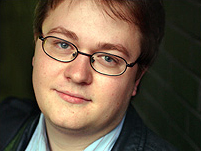
Nel settembre del 2011, sono sorte polemiche quando lo scrittore e giornalista britannico Johann Hari ha ammesso di aver usato Wikipedia per attaccare i suoi avversari, modificando gli articoli su di loro e inserendo fandonie

  - La potenziale candidata alla carica di vicepresidente degli Stati Uniti Sarah Palin descrive l'eroe della guerra d'indipendenza americana Paul Revere come "colui che aveva utilizzato delle campane per avvertire del pericolo dell'arrivo delle truppe inglesi".[162][163] Questa descrizione, riportata da NOI News and World Report (USN&WR) come frutto di "inesattezze sostanziali" (in realtà Revere compì una cavalcata e una lunga remata per avvisare delle truppe inglesi),[164] innesca una battaglia sui contenuti dell'articolo di Wikipedia in inglese sul patriota.[165] I sostenitori della donna impegnata in politica cercheranno infatti di modificare i contenuti su Wikipedia per distorcere la storia affinché possa somigliare alla versione raccontata dalla Palin, mentre altrettanto rapidamente i detrattori le rimuoveranno, malgrado almeno un commentatore affermerà che "in alcuni casi le persone provavano ad attribuire le affermazioni alla signora Palin con intento derisorio".[166] Nei 10 giorni successivi all'osservazione di Palin, la pagina di Revere supererà il mezzo milione di visite e genererà un'ampia e inconcludente conversazione sulla pagina di discussione apposita e sui media nazionali sul fatto che l'episodio avesse migliorato o danneggiato l'articolo.[162] Robert Schlesinger, scrivendo su USN&WR, riassumerà sarcasticamente l'episodio in siffatta maniera: "Si suole dire che il conservatorismo si frappone all'evoluzione storica, come se volesse premere un comando che consente di arrestarla. Al contrario, a me sembra che stia tentando di affiancarla servendosi dell'opzione 'modifica'".[165]
  - PRWeek riferisce di un "riparatore" (fixer), una figura anonima con sede a Londra nel settore delle pubbliche relazioni, che offre i suoi servizi per 'ripulire' gli articoli di Wikipedia per i clienti. Le voci di Wikipedia che questa persona è stata accusata di revisionare riguardavano il co-fondatore di Carphone Warehouse David Ross, il presidente del Gruppo Von Essen Andrew Davis, lo sviluppatore immobiliare britannico David Rowland, il magnate miliardario saudita Maan Al-Sanea e Edward Stanley, XIX conte di Derby. Secondo PRWeek, si sono susseguite 42 modifiche dallo stesso indirizzo IP, la maggior parte delle quali rimuoveva giudizi negativi o informazioni controverse rimpiazzandole con contenuti in senso positivo.[167][168]
- Settembre 2011 – Lo scrittore e giornalista britannico Johann Hari ammette di aver sfruttato Wikipedia per attaccare i suoi avversari modificando gli articoli dell'enciclopedia online a loro relativi sotto uno pseudonimo.[160][161] Sfruttando un profilo fantoccio, Hari si era impegnato in un'ondata di modifiche ben poco costruttive per sei anni, dipingendosi con toni lusinghieri e inserendo delle falsità nelle pagine dei personaggi a lui malvisti, quali Francis Wheen, Nick Cohen, Niall Ferguson e Christina Odone, asserendo sul conto di quest'ultima che era stata licenziata dal suo incarico presso il Catholic Herald.[169] Odone confesserà di sospettare inoltre che Hari avesse apportato quelle modifiche anonime che la definivano "un'antisemita".[170]
- Novembre 2011 – A seguito della conversione in legge in Sudafrica del Protection of State Information Bill, una legge che limita in parte la libertà di espressione, l'articolo di Wikipedia relativo al partito Congresso Nazionale Africano (ANC), autore della proposta normativa, è modificato in segno di protesta.[171] I manifestanti rimuovono i contenuti critici nei confronti dell'ANC, con il velato scopo di lasciare intendere come queste sarebbero state cancellate ai sensi della nuova legge.[172] Una simile prospettiva sarà negata dal portavoce dell'ANC Keith Khoza, il quale affermerà che le modifiche costituivano "una condotta [...] non coerente con una società civile".[171]

## 2012
- Gennaio 2012

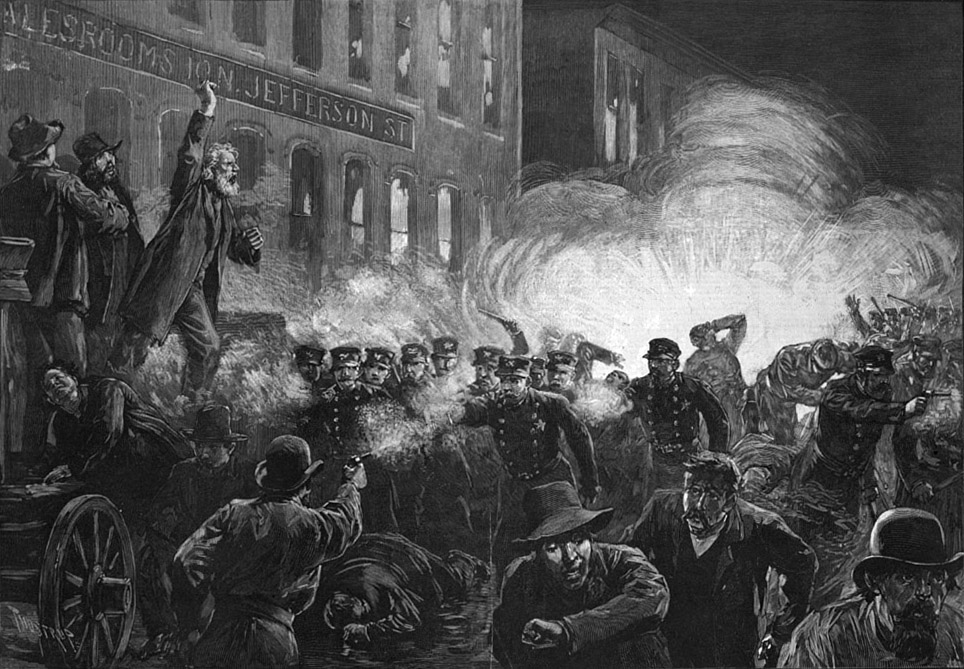
Le esperienze dello storico Timothy Messer-Kruse nella modifica dell'articolo sulla rivolta di Haymarket hanno acceso il dibattito sul ruolo della verità, piuttosto che della "verificabilità", sull'enciclopedia libera

  - Il deputato britannico Tom Watson scopre che Portland Communications aveva rimosso il soprannome di uno dei prodotti dei suoi clienti ("Wife Beater", letteralmente "picchiamogli" o "violento", riferendosi alla birra Stella Artois affiliata all'Anheuser-Busch InBev) da Wikipedia. L'amministratore delegato del Chartered Institute of Public Relations (CIPR) Jane Wilson osserva in merito: "Stella Artois è sulla pagina 'moglie-picchiatrice' perché è un soprannome colloquialmente usato per definire quella particolare birra. I gestori del marchio che vogliono rimpiazzarlo hanno un problema di reputazione più ampio da affrontare, in quanto la modifica del termine da una pagina di Wikipedia non eliminerà quest'associazione".[173] Altre modifiche dagli uffici di Portland includevano correzioni agli articoli su un altro cliente, la BTA Bank del Kazakistan e il suo precedente direttore Muxtar Äblyazov. Portland non nega di aver apportato le modifiche, sostenendo che fossero state eseguite in modo trasparente e in conformità con le politiche di Wikipedia.[174][175] Portland Communications accoglierà con favore il successivo annuncio del CIPR di una collaborazione con Wikipedia e inviterà Jimmy Wales a parlare con la loro azienda, come aveva fatto con la Bell Pottinger.[176] Tom Watson si mostrerà ottimista riguardo alla collaborazione: "I professionisti delle PR hanno bisogno di linee guida chiare in questo nuovo mondo di condivisione di informazioni online. Ecco perché io sono lieto che le parti interessate congiungano gli sforzi per stabilire un chiaro codice di condotta".[177]
  - Durante la corsa presidenziale degli Stati Uniti del 2008, la lotta di modifiche apportate dai sostenitori Barack Obama e da quelli di John McCain alle loro pagine di Wikipedia attira l'attenzione di alcuni quotidiani.[178]
- Febbraio 2012 – Lo storico del lavoro statunitense Timothy Messer-Kruse, particolarmente noto in ambiente storiografico per le conoscenze sulla rivolta di Haymarket, pubblica un articolo sul Chronicle of Higher Education descrivendo la sua lotta durata tre anni nel tentativo di modificare l'articolo di Wikipedia sull'argomento.[179] Messer-Kruse aveva scoperto nuove fonti primarie che, secondo la sua opinione professionale, mettevano in dubbio la visione convenzionale dell'incidente. Nel 2009, quando provò per la prima volta a mutare l'articolo per includere le nuove nozioni, gli fu detto da altri utenti che le fonti primarie non erano accettabili e che avrebbe dovuto trovare fonti secondarie pubblicate.[180] Come dirà in seguito in un'intervista radiofonica su NPR: "Per queste ragioni, ho impiegato tutto il mio tempo. Sapevo che la pubblicazione del mio libro sarebbe avvenuta nel 2011".[181] Quando esce il suo testo e riprova a inserire il suo materiale appena scoperto nell'articolo, gli si riferisce che si trattava di un filone critico isolato e non gli si poteva dare "un peso eccessivo", anche se dimostrava nel suo libro che il punto di vista della maggioranza era errato riguardo ai principali dettagli del caso.[182] Steven Walling, della Wikimedia Foundation, dichiarerà a un giornalista della NPR che tutte le regole di Wikipedia erano state seguite in maniera limpida, affermando che "non ci affidiamo a ciò che dicono le persone solo per la loro stessa credibilità, ma sulla base delle fonti disponibili".[183] Gli studiosi della sicurezza nazionale Benjamin Wittes e Stephanie Leutert cercheranno di pubblicizzare maggiormente l'esperienza di Messer-Kruse per rendere conosciuta a una platea più ampia una delle grandi domande da porsi sull'enciclopedia, ovvero: "le politiche di Wikipedia incoraggino un irrazionale conservatorismo sulle informazioni disponibili?".[180]
- Marzo 2012 – Il Bureau of Investigative Journalism scopre che i parlamentari britannici o il loro staff avevano apportato quasi 10.000 modifiche all'enciclopedia e che gli articoli di Wikipedia di quasi un parlamentare su sei erano stati modificati dall'interno del parlamento.[184] Molte delle modifiche riguardavano la rimozione di dettagli poco lusinghieri da Wikipedia durante lo scandalo delle spese del 2009, così come altre questioni controverse.[185] La politica britannica Joan Ryan ammette di aver revisionato la sua voce "ogni volta che sono state inserite informazioni fuorvianti o non veritiere".[185] Clare Short afferma che il suo staff è "sconcertato e stava agendo in buona fede" per la riparazione degli errori e delle critiche nel suo articolo di Wikipedia e riconosce che avrebbero potuto apportarvi delle correzioni.[185] Anche il deputato laburista Fabian Hamilton riferirà che uno dei suoi assistenti aveva modificato una pagina per renderla, a suo avviso, più accurata. Il deputato Philip Davies negherà invece di aver apportato modifiche alla rimozione dei commenti controversi relativi al mondo musulmano dal 2006 al 2007.[185]

- Luglio 2012

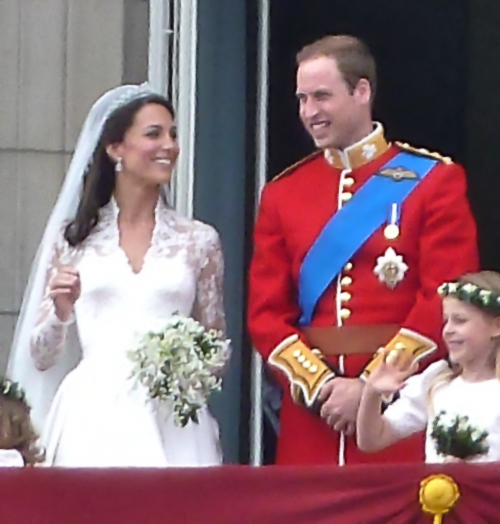
I tentativi di eliminare un articolo sull'abito da sposa di Kate Middleton hanno generato una controversia sulla Wikipedia in inglese e il dibattito ha ricevuto una vivace copertura mediatica.

  - I tentativi di eliminare una voce dedicata all'abito da sposa di Kate Middleton generano una controversia su Wikipedia in inglese.[186] Jimmy Wales utilizza l'esempio per illustrare la sua nozione di "disparità di genere" in Wikipedia su Wikimania 2012.[189] Il dibattito riceve una vivace copertura mediatica.[187][188]
  - L'amministratore di Wikipedia in inglese e presidente di Wikimedia UK Ashley van Haeften viene bandito dall'enciclopedia libera per aver utilizzato per 6 mesi un profilo fantoccio e aver compiuto altre violazioni delle norme e delle politiche di Wikipedia.[190] Il consiglio di amministrazione di Wikimedia UK supporterà pienamente van Haeften in seguito al caso, fino a quando questo si dimetterà da presidente nel mese di agosto.[191][192]
- Settembre 2012
  - L'autore Philip Roth pubblica una lettera aperta su Wikipedia, descrivendo i conflitti vissuti con la community dell'enciclopedia online mentre tentava di modificare l'articolo sul suo romanzo La macchia umana: sebbene il personaggio di Coleman Silk fosse stato ispirato dal caso di Melvin Tumin, molti critici letterari avevano tracciato paralleli tra Silk e la vita di Anatole Broyard, ma Roth aveva cercato di rimuovere le affermazioni secondo cui Broyard aveva fornito ispirazione. Tuttavia, le modifiche di Roth subiscono annullamenti sulla base del fatto che le dichiarazioni dirette dell'autore costituivano una fonte primaria, non una secondaria.[193] Un amministratore di Wikipedia, in stretto collegamento con Oliver Keyes di Wikimedia, in seguito scrive un post criticando sia Roth che il suo approccio. I tentativi effettuati da Roth di modificare l'articolo stridevano con una sua passata intervista in cui egli affermava che l'ispirazione per Coleman Silk era stata Tumin piuttosto che Broyard.[194] Keyes ricorderà che le modifiche erano state apportate tramite un indirizzo IP anonimo, senza alcuna prova fornita a sostegno dell'affermazione che Roth fosse effettivamente coinvolto.[194]
  - Il progetto GibilterrapediA, concentrato su articoli dedicati a Gibilterra,[195] subisce una procedura di esame a causa delle preoccupazioni su Roger Bamkin, un membro del consiglio di Wikimedia UK che aveva una relazione professionale con il governo di Gibilterra in relazione a GibilterrapediA. La preoccupazione principale verteva sulla sezione "Lo sapevi che" della homepage del sito, la quale sarebbe stata utilizzata per scopi promozionali dei clienti di Bamkin.[5][6] Bamkin, sotto pressione, si dimette dal consiglio.[6]
- Ottobre 2012 – La Confederazione Asiatica del Calcio, organo amministrativo e di controllo del calcio asiatico deve scusarsi pubblicamente con la nazionale degli Emirati Arabi Uniti per aver definito i suoi membri "Sand Monkeys" (Scimmie della sabbia); il falso soprannome era stato ripreso da una versione vandalizzata dell'articolo dedicato alla nazionale su Wikipedia.[196][197]
- Novembre 2012 – Lord Justice Leveson scrive nel suo rapporto sugli standard di stampa britannici: "Nel 1986, il The Independent è fondato dai giornalisti Andreas Whittam Smith, Stephen Glover e Brett Straub". Per inserire questo dato, si era servito dell'articolo di Wikipedia dedicato al quotidiano appena citato come sua fonte, ma un atto di vandalismo aveva sostituito Matthew Symonds (un vero co-fondatore) con Brett Straub (un personaggio sconosciuto).[198] L'Economist commenta sul report di Leveson: "Alcune sezioni rappresentano un semplice lavoro di taglia e incolla tratto da Wikipedia".[199]

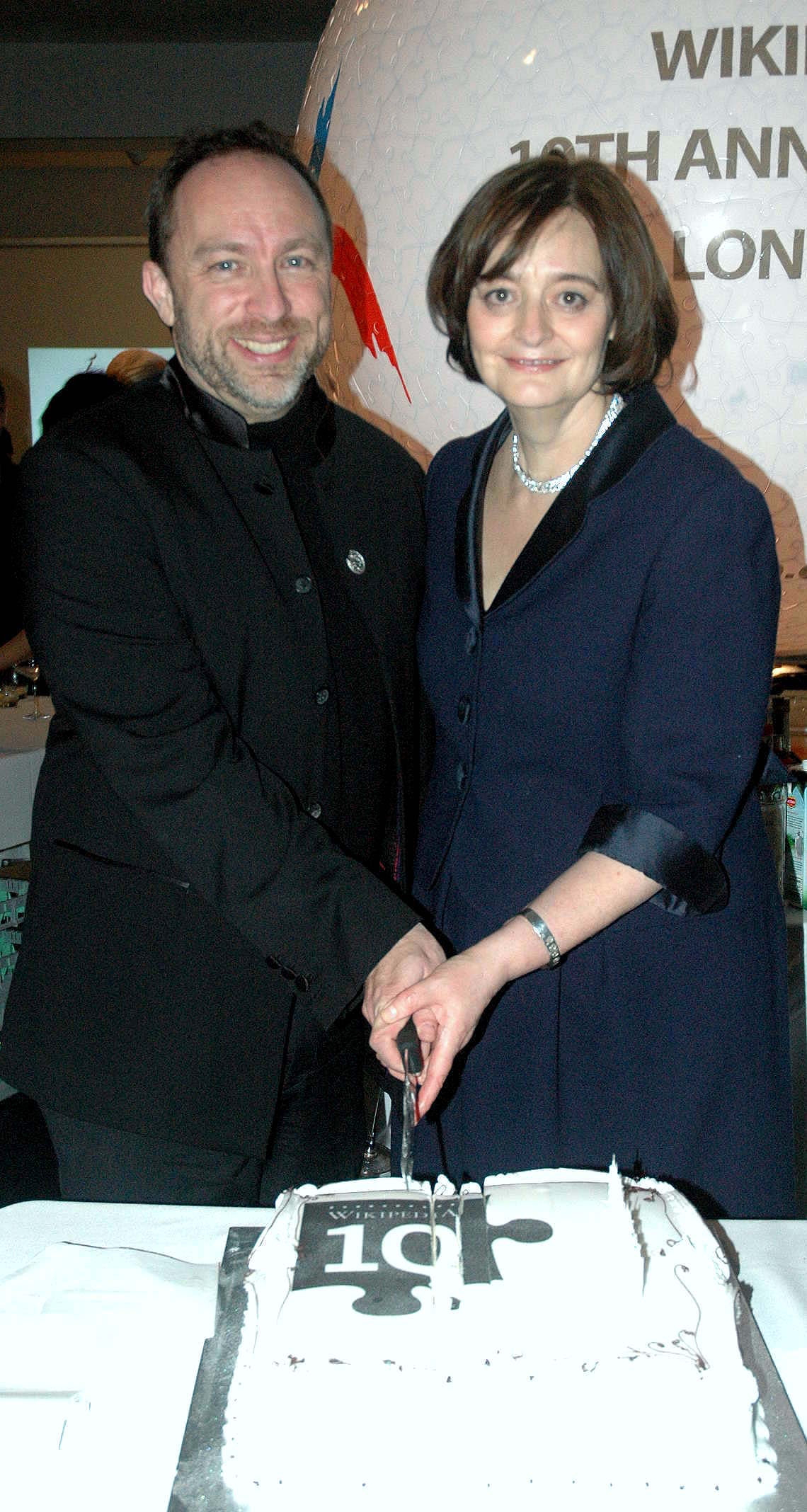
La relazione di Jimmy Wales con Tony e Cherie Blair è stata messa in discussione nel dicembre 2012 durante la discussione sui loro legami con il governo kazako

- Dicembre 2012 – Sulla pagina di discussione degli utenti di Wikipedia di Jimmy Wales si tiene una discussione sul suo legame con l'organizzazione kazaka WikiBilim e il governo repressivo della Repubblica del Kazakistan. Wales chiude unilateralmente la conversazione quando altri collaboratori dell'enciclopedia lo interrogano sulla sua amicizia con Tony Blair, la cui azienda fornisce servizi di consulenza a pagamento al governo kazako. Wales dichiarerà che la serie di domande appariva "del tutto strana e irrilevante" e riferirà ad Andreas Kolbe, un moderatore di Wikipediocracy che contribuisce su Wikipedia con il nome utente "Jayen466": "per favore, resta fuori dalla mia pagina di discussione".[200][201]

## 2013
- Gennaio 2013
  - La scoperta di un articolo dedicato alla fantomatica "guerra di Bicholim", rivelatasi una clamorosa bufala, attira un'ampia copertura da parte della stampa.[202][203][204][205] L'articolo, una descrizione meticolosamente elaborata ma completamente inventata di una guerra avvenuta nella regione del Goa, in India, era persino finito tra gli "articoli di buona qualità", un riconoscimento assegnato a meno dell'1% di tutti gli articoli sulla Wikipedia in inglese, per più di cinque anni.[203][205]
  - Cesare Previti, politico ed avvocato, intenta una causa contro Wikimedia Foundation sostenendo che, nell'articolo che lo riguarda, ci fosse un "pettegolezzo pseudo giornalistico alimentato dal lavoro di soggetti assolutamente inattendibili".[206] Il tribunale di Roma darà nel mese di giugno ragione alla fondazione sulla base del fatto che Wikipedia è modificabile da chiunque e non può essere considerata responsabile dei contenuti presenti. I responsabili di Wikimedia Foundation hanno ricordato che "decisioni come quelle del tribunale aiutano a garantire la sopravvivenza dell'enciclopedia, ragion per cui la decisione è una vittoria per tutti coloro che usano i progetti Wikimedia".[206]
  - Sulla versione in inglese dell'enciclopedia libera scoppia un lungo conflitto, durato quasi due mesi, riguardo all'opportunità di indicare la lettera "I" in maiuscolo nel titolo dell'articolo concentrato su Star Trek Into Darkness, con alcuni che si dichiarano a favore della minuscola, cioè della versione "Star Trek into Darkness". La diatriba, prolungatasi oltre le 40.000 parole sulla pagina di discussione dell'articolo, è partita con riferimento all'assenza dei due punti nel titolo,[207] al contrario di ogni precedente film della serie fantascientifica di Star Trek, spingendo gli utenti a chiedersi se "Into Darkness" fosse un sottotitolo. La copertura mediatica raggiunta dal botta e risposta dei wikipediani spingerà i giornalisti ad ironizzare sulla futilità e sulla testardaggine del conflitto, così come il fumettista Randall Munroe. Proprio questi pubblicherà infatti una vignetta su xkcd in cui un editore risolve il conflitto riportando il titolo come "StAr TrEk InTo DaRkNeSs". La soluzione finale a cui si è giunti ha portato all'adozione della maiuscola, sulla base del consenso delle fonti primarie e secondarie.[208][209]
- Febbraio 2013 – La compagnia carceraria GEO Group riceve copertura mediatica quando un utente di Wikipedia che utilizzava l'username "Abraham Cohen" (all'epoca anche Responsabile delle relazioni aziendali del Gruppo GEO) modifica delle informazioni sulle controversie passate della compagnia, in seguito all'annuncio di aver ottenuto i diritti sul nome del nuovo stadio della Florida Atlantic University.[210][211]
- Marzo 2013 – Suscita impressioni contrastanti la scoperta di numerosi segmenti dell'articolo dell'azienda BP curati da un dipendente aziendale che era al tempo stesso un utente attivo su Wikipedia.[212][213]
- Aprile 2013
  - La versione in lingua francese della stazione militare di Pierre-sur-Haute (Station hertzienne militaire de Pierre-sur-Haute), sito di 30 ettari dedicato alle comunicazioni militari, attira l'attenzione dell'agenzia di intelligence interna francese, la DCRI. L'agenzia si rivolge alla Wikimedia Foundation chiedendo la soppressione dell'articolo che contiene "informazioni classificate sull'organizzazione della componente nucleare della difesa nazionale" e viola il codice penale francese.[214] Per tutta risposta, i creatori della voce affermano che l'articolo si basava sulle informazioni narrate in un documentario del 2004 realizzato dalla Télévision Loire 7, un'emittente televisiva locale francese, disponibile gratuitamente online e realizzato con la collaborazione dell'Aeronautica militare.[214][215] La DCRI si rifiuta di fornire questi dettagli e ribadisce la sua richiesta di cancellazione dell'articolo esercitando pressioni su Rémi Mathis, un amministratore volontario di Wikipedia in lingua francese e presidente di Wikimedia France, affinché elimini l'articolo, minacciandolo di essere passibile di arresto.[215] Più tardi, l'articolo andrà ripristinato da un altro collaboratore di Wikipedia che risiede in Svizzera.[216] A seguito della controversia, l'articolo diverrà temporaneamente la pagina più letta della Wikipedia in francese, con oltre 120.000 visualizzazioni durante il fine settimana del 6/7 aprile 2013.[217][218] Per il suo ruolo nella controversia, Mathis è nominato Wikipediano dell'anno da Jimmy Wales a Wikimania 2013.[219]
  - Un portavoce del Servizio federale per la supervisione nella sfera della connessione e comunicazione di massa conferma che Wikipedia è stata inserita nella lista nera per quanto riguarda l'articolo di Wikipedia in russo sul consumo di cannabis.[220] L'inserimento nella categoria appena menzionata lascia all'operatore 24 ore per rimuovere il materiale offensivo. Se il proprietario del sito web si rifiuta di rimuovere il materiale, sarà richiesto all'host del sito web o all'operatore di rete di bloccarne l'accesso in Russia.[220] Il New York Times aveva riferito a marzo che la Russia aveva iniziato a bloccare "selettivamente" i contenuti Internet che il governo considerava illegali secondo la legge russa o comunque dannosi per i bambini.[221]
  - Il Sun incalza il membro del partito laburista Chuka Umunna, il quale, prima della sua elezione nel 2007, pare avesse utilizzato il nome utente "Socialdemocrat" per creare e modificare ripetutamente l'articolo a lui dedicato sull'enciclopedia online.[222] Umunna replica al Daily Telegraph di non aver alterato la propria pagina di Wikipedia, ma il giornale cita in quell'occasione dal canto suo delle "fonti vicine a Umunna" le quali sostengono: "È possibile che uno dei suoi compagni di partito avesse creato la pagina nella campagna elettorale nel 2007, nella speranza di essere selezionato come candidato laburista per Streatham alle elezioni generali del 2010".[223] L'11 aprile 2013, l'Evening Standard affermerà che era stata apportata una modifica nel gennaio 2008 tramite un computer localizzato presso lo studio legale presso il quale egli aveva lavorato. Umunna ha detto di "non "ricord[are] assolutamente di averlo fatto".[224]
  - Un conflitto di modifiche sull'articolo di Wikipedia del politico canadese e leader del Nuovo Partito Democratico (NDP) nella Columbia Britannica, Adrian Dix, suscita il vivace interesse della stampa canadese. Dix, mentre lavorava per Glen Clark, allora primo ministro della provincia sopraccitata, aveva falsificato un promemoria relativo a uno scandalo che coinvolgeva dei casinò a cui Clark era affiliato (un incarico che per la legge canadese comporta l'incompatibilità con la carica in quel frangente ricoperta dal politico), causando il licenziamento di Dix dal suo incarico.[225][226] L'utente di Wikipedia che si era preoccupato di non menzionare l'incidente nell'articolo di Dix viene identificato dal Global News e dal Vancouver Sun come Mike Cleven, un personaggio attivo su Wikipedia con il nome utente "Skookum1".[227] Cleven negherà nei seguenti toni di essere associato all'NDP: "Io sono l'utente che più di ogni altro si è prodigato per evitare che le persone possano riportare [sull'enciclopedia] un resoconto di parte e dai toni sopra le righe della vicenda.[225] Lo scopo qui non è quello di occultare quanto avvenuto per evitare che venga menzionato, ma impedire che gli articoli vengano utilizzati per intenti diffamatori [...] i liberali della Columbia Britannica hanno già sostenuto argomentazioni simili su Wikipedia; di certo possono dire di non esservi stati coinvolti direttamente, ma la cronologia di coloro che affermano il contrario è talmente di partito che meriterebbe ulteriori spiegazioni".[227]

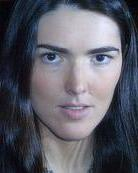
La scrittrice Amanda Filipacchi ha scritto un editoriale dell'aprile 2013 sul New York Times criticando la categoria di Wikipedia "Romanziere americane"

- - Amanda Filipacchi scrive un editoriale per The New York Times il 24 aprile 2013, intitolato "Wikipedia's Sexism Toward Female Novelists" (Il sessismo di Wikipedia nei confronti delle romanziere), in cui fa notare come "gli editori hanno iniziato il processo di categorizzazione delle donne, una per una, in ordine alfabetico, dalla categoria American Novelists alla sottocategoria American Women Novelists. La critica mossa dalla scrittrice riguarda il timore che una simile ripartizione sia volta a generare una differenziazione di genere sull'enciclopedia libera.[228] La vicenda è ripresa da molti altri giornali e siti web e diversi gruppi di femministe esternano la propria delusione e la propria incredulità.[229] Gli editori di Wikipedia si difendono subito a seguito della pubblicazione dell'articolo di Filipacchi, proponendo la realizzazione di una categoria unica per i "romanzieri americani di sesso maschile" ex novo e una riunione delle due divise per sesso già esistenti.[229] La prima opzione incontra i mugugni di chi sostiene che in seguito, di fatto, la categoria "romanzieri americani" sarebbe rimasta vuota perché tutti gli autori sarebbero stati divisi per genere.[230] Nel momento in cui era stata creata la categoria 'American men novelists', le uniche voci presenti erano Orson Scott Card e P.D. Cacek (che è una donna).[231] Pochi giorni dopo l'editoriale, Filipacchi riporta sul New York Times Sunday Review un nuovo aggiornamento della vicenda, in cui si segnalano delle modifiche al suo articolo presente su Wikipedia caratterizzate, a suo giudizio, da carattere ritorsivo.[232] In un articolo sul The Atlantic rispondendo alla versione di chi sosteneva che le modifiche ingiuriose fossero frutto di un solo utente in mala fede, Filipacchi scandaglia la cronologia dei contributi, identificando almeno sette "collaboratori" che avevano eseguito individualmente o collettivamente le medesime operazioni di revisione in tono negativo.[233] Andrew Leonard, per conto di salon.com, comprende che gli articoli di Filipacchi seguivano la logica di quelle che definisce "modifiche per vendetta" sul suo articolo e su quelli a lei relativi, inclusa la voce riguardante suo padre, il collezionista d'arte Daniel Filipacchi. Leonard cita spesso i commenti sulla pagina di discussione dell'editore di Wikipedia Qworty, che, ad esempio, scriveva sulla pagina di discussione dell'articolo di Filipacchi: "Vi prego, non lasciamoci intimidire con ogni mezzo dal Sacro New York Times, che quando ti dice di stare zitto, tu devi stare zitto. Ecco perché, se è così che funziona la «libertà» per il NYT ed ergendosi il quotidiano al ruolo di paladino della promozione della stessa in tutto il mondo, è stata sguinzagliata Judith Miller".[234]

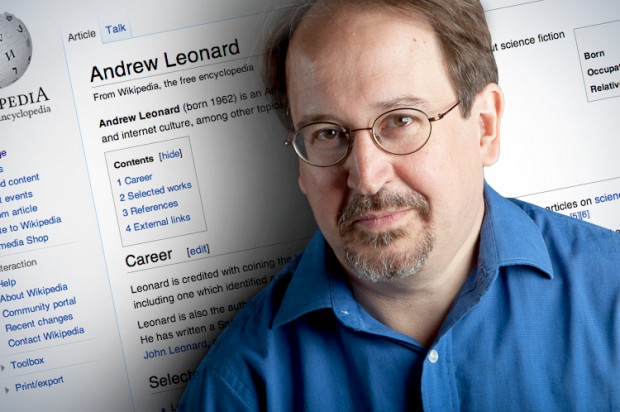
Il giornalista statunitense Andrew Leonard posa di fronte alla propria pagina di Wikipedia, la cui creazione è stata ispirata dal suo reportage sulla "modifica per vendetta" di Robert Clark Young

- Maggio 2013 – Andrew Leonard, su salon.com, rivela che la vera identità dell'utente di Wikipedia "Qworty" è quella di Robert Clark Young, romanziere e scrittore. Qworty aveva inizialmente fatto parlare di sé per la sua modifica distruttiva sull'articolo di Wikipedia della scrittrice e critica di Wikipedia Amanda Filipacchi, ma un'analisi più approfondita ha permesso di comprendere che Young apportava con costanza revisioni negative alle pagine degli autori con cui non si trovava d'accordo. Leonard è stato aiutato nella sua indagine dai membri del sito di critica di Wikipedia Wikipediocracy.[236] Secondo l'editorialista del Washington Monthly Kathleen Geier, "il caso Qworty rivela il tallone d'Achille del progetto Wikipedia. Chiunque disponga di tempo e risorse sufficienti, oltre a una dose abbastanza consistente di ossessione, può pubblicare sul sito informazioni false, fuorvianti o estremamente prevenute".[237] Poco dopo la pubblicazione dell'articolo di Leonard Qworty/Young, questi sarà bloccato a tempo indeterminato dalla possibilità di eseguire modifiche su Wikipedia e verrà aperta a suo carico un'indagine per sockpuppet, allo scopo di determinare l'entità dell'editing di Young avvenuta tramite più account.[236][238][239] Scrivendo dell'episodio sulla sua pagina di discussione, il co-fondatore di Wikipedia Jimmy Wales citerà l'articolo originale di Leonard dicendo: "Per quelli di noi che amano Wikipedia, le ramificazioni della saga di Qworty non sono confortanti" [...] Con questo mi sembra di aver riassunto tutto l'accaduto, ma formulerò di certo nuove considerazioni a breve. L'avrei bandito a titolo definitivo anni fa, come tanti altri. Il fatto che non abbiamo agito denota gravi carenze nei nostri sistemi".[236][238] Le continue indagini di Leonard sull'editing di Young riveleranno una crociata durata anni contro articoli su argomenti e persone legate al neopaganesimo. Leonard riferirà poi che uno dei pagani il cui articolo Young aveva indicato per la cancellazione nel 2012, per vendetta, aveva riservato lo stesso avviso all'articolo di Young. Tuttavia, l'utente pagano ribatterà a Leonard "che è improbabile che abbia successo nella procedura di cancellazione della pagina di Young, perché la serie di articoli del Salon sull'affare Qworty ha reso l'intera vicenda un momento saliente nella storia di Wikipedia".[240] L'articolo di Robert Clark Young sarà, tuttavia, cancellato nel gennaio 2017.
- Giugno 2013 – Jimmy Wales, co-fondatore dell'enciclopedia libera, chiede ad altri utenti di postare i loro sospetti sulle attività di Edward Snowden su Wikipedia alla pagina di discussione di Wales, violando probabilmente la rigorosa politica di riservatezza dell'identità su Wikipedia. Non si ritrova però alcuna prova di modifiche effettuate su Snowden.[241][242][243]
- Agosto 2013 – Il 22 agosto 2013, Chelsea (allora Bradley) Manning annuncia la sua intenzione di procedere alla transizione. Poco dopo, la pagina Wikipedia di Manning viene spostata da "Bradley Manning" a "Chelsea Manning" e la pagina subisce un processo di riscrittura per riflettere il nome e il genere femminile di Manning "con pochissime controversie" in un primo momento.[244] Nell'arco di 24 ore, tuttavia, si avvia una complicata discussione sulla richiesta di spostamento che non trova il consenso necessario, con conseguente ritorno della pagina a "Bradley Manning".[245] La situazione permane fino alla presentazione di una seconda proposta simile a ottobre, altrettanto travagliata, che conferma il collocamento in "Chelsea Manning".[246] Lo stesso mese, il Comitato arbitrale di Wikipedia ascolta un caso sulle controversie sull'articolo, che ha comportato il divieto per diversi utenti di modificare pagine relative ai transgender per aver palesato commenti transfobici o accusato altri di fare tali osservazioni. Ciò spingerà Trans Media Watch a criticare il Comitato per aver insinuato che le accuse di transfobia fossero tanto gravi quanto la vera transfobia: "Se la commissione arbitrale ritiene che «transfobico» sia un insulto, dovrebbe anche riflettere sul perché. Vorremmo che Wikipedia dimostrasse maggiore consapevolezza nel suo approccio alle questioni sociali e più coerenza nel trattamento di casi come questo".[247][248]
- Settembre 2013
  - L'avvocato Susan L. Burke, che aveva rappresentato civili iracheni contro la compagnia militare privata Blackwater Inc. (ora conosciuta come Academi), fa causa affinché si scopra l'identità di due utenti di Wikipedia che avrebbero inserito informazioni fuorvianti nell'articolo a lei dedicato su Wikipedia e su chi, secondo la donna, era socio della Blackwater Inc.[249]
  - I giornali croati riferiscono che sulla Wikipedia croata un gruppo di fascisti si sta interessando a operare modifiche sulla storia nazionale introducendo al contempo contenuti omofobi. Il ministro croato dell'istruzione, della scienza e dello sport, Željko Jovanović, rilascia una dichiarazione pubblica dicendo che gli studenti del paese non dovrebbero fare affidamento sull'enciclopedia: "Dobbiamo sottolineare che gran parte del contenuto rinvenibile sulla versione croata di Wikipedia non solo è fuorviante, ma anche chiaramente fallace".[250] In un'intervista all'agenzia di stampa croata HINA, Snježana Koren, storica della Facoltà di scienze umane e sociali dell'Università di Zagabria, giudicherà gli articoli controversi "di parte e lesivi, in parte anche frutto del lavoro di analfabeti", aggiungendo che "questi sono i tipi di articoli che si possono trovare sulle pagine di organizzazioni e movimenti estremisti" ed esprimendo dubbi sulla capacità dei suoi autori nel distinguere il bene dal male.[251]
- Ottobre 2013
  - Il direttore esecutivo della Wikimedia Foundation Sue Gardner esprime preoccupazione sui troppi soldi giunti dalle donazioni e affluiti ai vari capitoli di Wikimedia in tutto il mondo, i quali finanziano la burocrazia piuttosto che avvantaggiare l'enciclopedia.[252] La preoccupazione riguarda anche un'altra circostanza, ovvero il processo del Comitato per l'assegnazione dei fondi di Wikimedia. Essendo questo "dominato da cercatori di risorse economiche, non offre allo stato attuale una protezione sufficiente contro il logrolling, l'ottenimento di benefici personali e altre pratiche di corruzione".[253]
  - Il politico statunitense Rand Paul viene accusato di aver ripreso Wikipedia in alcuni dei suoi discorsi. Nello specifico, Jeremy Peters del New York Times accusa Paul di aver plagiato l'articolo dedicato al film di fantascienza Gattaca quando Paul stava disquisendo di eugenetica.[254] L'articolo Gattaca viene semi-protetto subito dopo per un periodo di una settimana.[255]
  - Un'indagine avviata da utenti dell'enciclopedia rivela che Wiki-PR company aveva gestito una miriade di account fantoccio al fine di modificare Wikipedia per conto di clienti paganti. Il sito web della società afferma che il suo "gruppo di 45 utenti e amministratori di Wikipedia aiuta a costruire una pagina che resiste al controllo delle regole e delle linee guida della community".[8][9] Il profilo Twitter dell'azienda afferma causticamente: "Lo scriviamo, lo gestiamo e nessuno si preoccupa più di Wikipedia".[9] La Wikimedia Foundation invia successivamente a Wiki-PR una lettera di diffida.[256] Dopo un'indagine su Wikipedia relativa ai sockpuppet affiliati alle società, più di 250 account vengono bloccati o bannati.[257]
  - Il ministro dell'Ambiente australiano Greg Hunt desta scalpore sui media australiani in un'intervista con la BBC World Service, sostenendo di aver "cercato cosa riporta Wikipedia sugli incendi boschivi" e di aver letto che i roghi si verificavano sovente nei mesi più caldi prima dell'insediamento europeo. Allo stesso tempo, meteorologi sovvenzionati dal governo federale,[258][259][260] altri scienziati[261] e politici[262] esprimono preoccupazione per il fatto che fuoco e alluvioni sempre più estremi sono collegati al cambiamento climatico accettato a livello scientifico. Secondo il Sydney Morning Herald, l'articolo su Hunt è stato modificato per affermare che si utilizzava Wikipedia per importanti ricerche politiche e la revisione dell'articolo, ragioni per cui si è preferito impedire ai nuovi utenti o a quelli non registrati di contribuire per prevenire il rischio di vandalismi.[263]

## 2014
- Gennaio 2014
  - La Wikimedia Foundation annuncia che la coordinatrice della valutazione del programma Sarah Stierch "non è più un'impiegata della fondazione no-profit", dopo che su una mailing list di Wikimedia sono state presentate prove del fatto che apportava revisioni sull'enciclopedia per conto di clienti paganti. Tale pratica, secondo la Wikimedia Foundation, è stata "vissuta di buon occhio da molti membri della comunità degli editori e dalla Wikimedia Foundation".[264][265]
  - Degli utenti anonimi inseriscono informazioni non provate sulla morte per infarto miocardico nella pagina di Wikipedia sul senatore dello stato della Carolina del Nord Jim Davis.[266]
  - Si aprono discussioni sulla possibilità che, tramite dispositivi tecnologici situati in vari dipartimenti del governo del Regno Unito, siano state effettuate revisioni distruttive sull'articolo di Wikipedia incentrato sulla strage di Hillsborough.[267]
- Luglio 2014
  - Il Daily Telegraph riferisce che degli indirizzi IP affiliati al governo della Federazione Russa hanno modificato gli articoli inerenti al volo Malaysia Airlines 17 per rimuovere le affermazioni relative all'autore dell'abbattimento del mezzo volante. Tra le pagine modificate, rientra l'articolo russo che elencava gli incidenti dell'aviazione civile, in cui si sosteneva che "l'aereo [il volo MH17] era stato abbattuto da soldati ucraini".[268]
  - The Wall Street Journal riferisce di un controverso programma di scrittura di articoli chiamato Lsjbot che ha creato milioni di articoli su Wikipedia in svedese e su diverse altre edizioni linguistiche.[269]
  - Viene svelata, grazie al giornalista E.J. Dickson, la bufala realizzata per divertimento e rimasta in essere per 5 anni riguardante Amelia Bedelia Cameroon sull'articolo di Amelia Bedelia, personaggio principale della sua omonima popolare serie di libri per bambini. Dickson, che aveva scritto le dichiarazioni inventate con un amico quando avevano fatto uso di sostanze stupefacenti, riscopre la bufala solo dopo che la stessa era stata citata decine di volte da blog, giornalisti, accademici, nonché dall'attuale autrice di Amelia Bedelia, scatenando un vivace dibattito su Wikipedia sull'utilizzo che ne è stato fatto, così come sulla responsabilità riguardo alle fonti online in generale.[270][271][272] Dopo che la balla è stata identificata, l'indirizzo IP utilizzato per inserirlo è stato bandito da Wikipedia.[270]

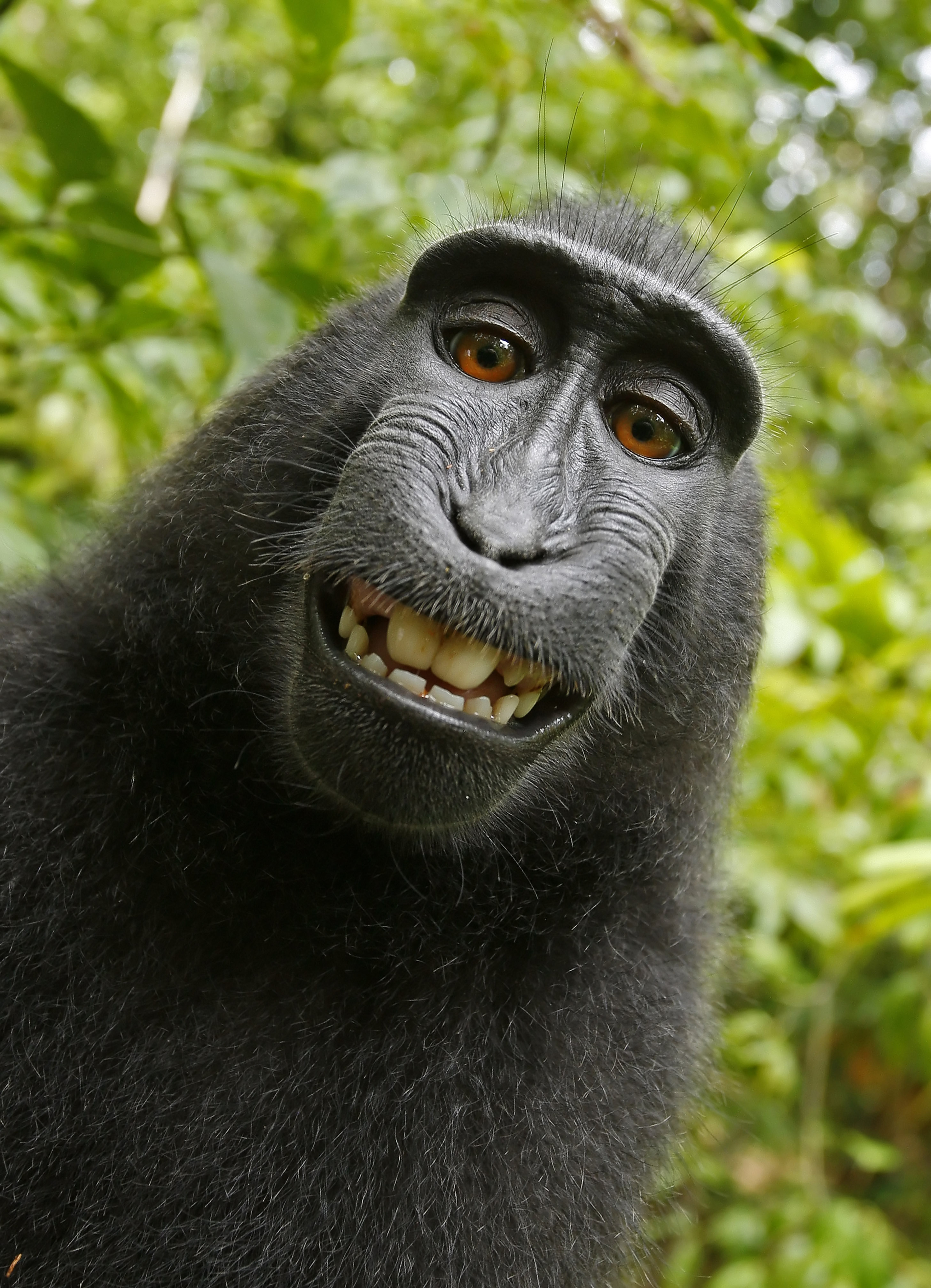
Il controverso autoscatto del cinopiteco

- Agosto 2014 – Il fotografo David Slater invia un avviso di rimozione per violazione del copyright a Wikimedia Commons su uno scatto relativo a un cinopiteco (Macaca nigra) ripreso da una delle sue macchine fotografiche, in quella circostanza azionata dal primate, generando un involontario selfie. La Wikimedia Foundation rigetterà la pretesa, affermando che la fotografia, non essendo stata scattata da un essere umano, è di pubblico dominio per legge degli Stati Uniti.[273][274] In seguito, un tribunale di San Francisco stabilirà che la protezione del copyright non si poteva applicare alla scimmia e la facoltà di giurisprudenza dell'Università del Michigan ribadirà che "il selfie della scimmia è di pubblico dominio".[273]

## 2015
- Gennaio 2015 – Il Guardian riferisce che il Comitato arbitrale di Wikipedia in inglese aveva bandito cinque utenti ritenuti responsabili della violazione delle regole del sito in articoli riguardanti la polemica Gamergate.[275] A un simile evento, fanno seguito articoli con riguardo a Gawker,[276] Inquisitr,[277] ThinkProgress,[278] The Mary Sue,[279] de Volkskrant,[280] e Wired Germany.[281] L'accuratezza di queste reazioni viene prontamente affrontata dal Comitato, che non aveva ancora rilasciato la sua decisione finale.[282] Nel frattempo, Wikimedia Foundation dà luogo ad una dichiarazione relativa alla questione sul proprio blog.[283] Il 28 gennaio, il Collegio Arbitrale emetterà una sentenza definitiva nel caso GamerGate, ai sensi della quale un utente di lunga data affronterà il ban dal sito e ad altri si vieterà di modificare articoli relativi a Gamergate o al portale relativo al mondo dei videogiochi.[284]
- Febbraio 2015 – Il comitato arbitrale di Wikipedia bandisce l'amministratore Wifione dopo l'accusa di aver manipolato per anni l'articolo sull'Indian Institute of Planning and Management, un istituto aziendale non accreditata.[285][286][287] L'articolo presente sull'enciclopedia libera perseguiva infatti il compito di promuovere e incentivare l'iscrizione alla scuola.[285] Il giornalista indiano Maheswhar Peri dichiarerà: "A mio parere, trascurandone la condizione per così tanto tempo, quella voce di Wikipedia ha incasinato forse 15.000 carriere studentesche".[285]
- Marzo 2015 – Sulla Wikipedia in inglese, si cristallizza la rimozione della voce dedicata a Jar'Edo Wens, rimasta per quasi un decennio disponibile prima che venisse notata e cancellata, in quanto totalmente inventata. Rimane la voce falsa che è riuscita per più tempo a rimanere nella storia di Wikipedia.[288] L'articolo raccontava di un dio aborigeno australiano il cui nome si rifaceva verosimilmente a una variazione di "Jared Owens".[289]
- Giugno 2015 – L'amministratore di Wikipedia "Chase me ladies, I'm the Cavalry", nella vita reale Richard Symonds, un liberaldemocratico britannico, si vede privato delle sue autorizzazioni avanzate su Wikipedia in inglese dopo che il Comitato arbitrale scopre un blocco da lui esercitato in modo improprio nei confronti di un account e attribuisce le sue modifiche all'allora leader del partito conservatore Grant Shapps.[290] Il comitato dichiarerà che l'account in questione non può ricondursi a "nessun soggetto specifico".[291]

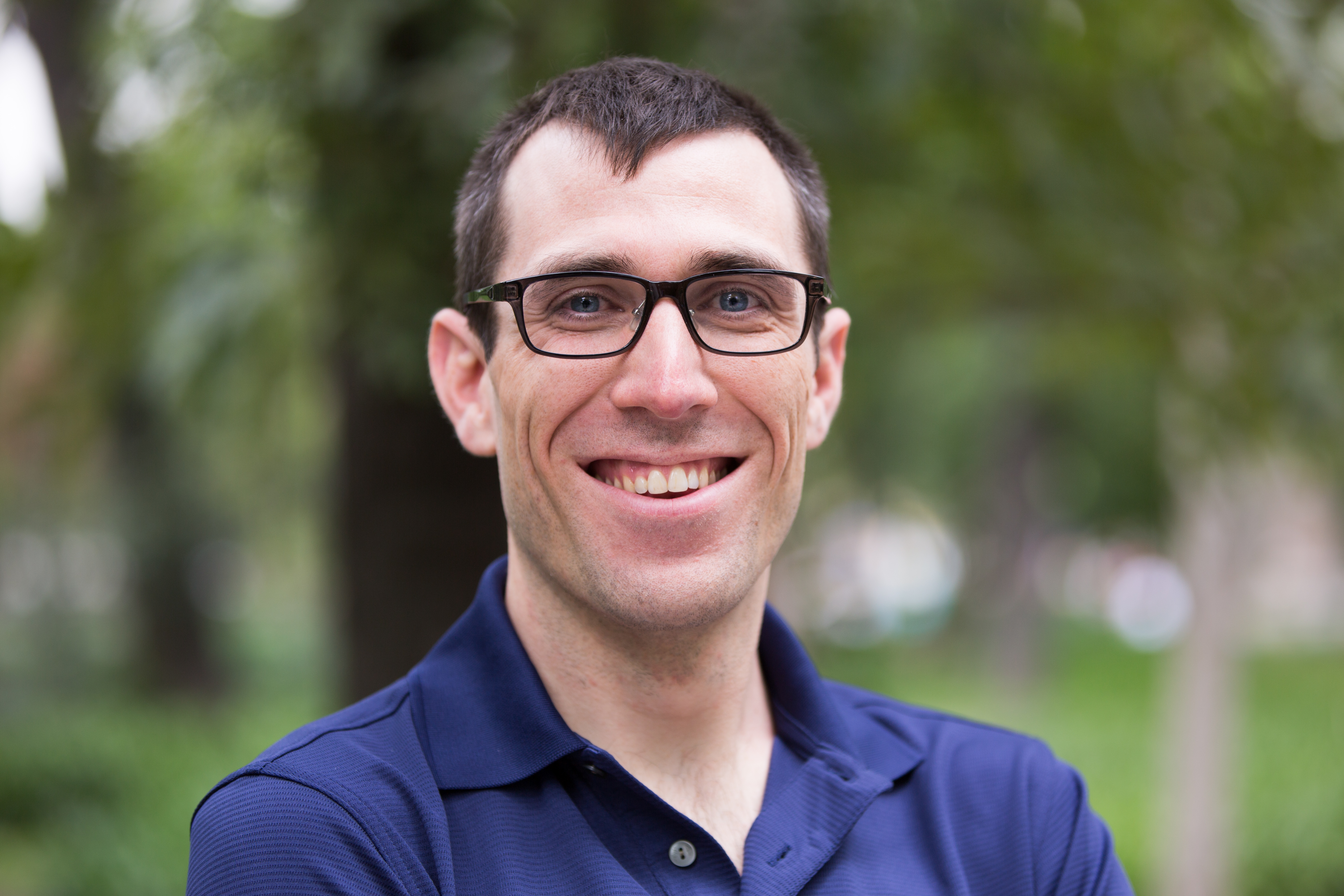
Il licenziamento di James Heilman dal Consiglio di Amministrazione della Wikimedia Foundation ha esacerbato le tensioni tra il Consiglio e la comunità di editing di Wikipedia nel dicembre 2015

- Settembre 2015 – Wikipedia è colpita dallo scandalo Orangemoody, poiché viene alla luce che centinaia di aziende e celebrità minori erano state ricattate da utenti disonesti che avrebbero edulcorato gli articoli di riferimento in caso di pagamento o inserito informazioni false su quelle di chi non avesse ceduto.[10][292]
- Novembre 2015 – Il Washington Examiner e molti altri punti vendita riferiscono che gli utenti coinvolti nella realizzazione di The Hunting Ground, un documentario sullo stupro nei campus universitari, stavano apportando modifiche a vari articoli di Wikipedia "per rendere i fatti conformi al film".[293] Per tutta risposta, Jimmy Wales apre una discussione sulla sua pagina personale in merito alle persone che agiscono direttamente sugli articoli e innescano conflitti di interesse: "Ho sostenuto a lungo che dovremmo trattare tali vicende in tempi decisamente più stretti e comminare sanzioni assai più severe ai responsabili. Anche se, come al solito, si è obiettato che è difficile individuarli [i conflitti di interesse], non è questo il caso, in quanto erano stati già emessi degli avvisi e nessuno ha fatto nulla".[294]
- Dicembre 2015 – Il Consiglio di amministrazione di Wikimedia Foundation vota per rimuovere il membro del consiglio James Heilman il 28 dicembre. Heilman era uno dei tre membri eletti dalla comunità di editing di Wikipedia nel maggio di quell'anno. Le circostanze poco chiare del suo licenziamento portano a una serie di discussioni in toni critici nei confronti del Consiglio, esacerbando le tensioni di lunga data riguardanti il suo rapporto con la community.[295] Heilman suggerisce che la sua indagine interna volta a rendere pubblica la sovvenzione della fondazione Knight aveva costituito un innegabile fattore nel suo licenziamento dal Consiglio di fondazione del WMF.[296]

## 2016
- Gennaio 2016 – Il 5 gennaio, la Wikimedia Foundation annuncia l'approdo di Arnnon Geshuri, vicepresidente delle risorse umane della Tesla Motors, nel suo consiglio di amministrazione.[297] La nomina suscita opinioni contrastanti nella community, a causa del suo precedente ruolo di direttore senior delle risorse umane e del personale presso Google, dove era stato coinvolto in un accordo sulle "chiamate a freddo" tra aziende tecnologiche che si era concluso con un contenzioso avviato in difesa del principio di antitrust.[298] Quasi 300 editori firmano un voto di sfiducia, sollecitando la sua immediata rimozione dal consiglio.[299][300][301] Il 27 gennaio, il presidente del consiglio di Wikimedia Patricio Lorente annuncerà che Geshuri si sarebbe dimesso.[302]
- Febbraio 2016 – Il 25 febbraio, a causa delle pressioni presentate da una "rivolta della comunità", il direttore esecutivo della Wikimedia Foundation Lila Tretikov si dimette dall'organizzazione. La decisione verrà attribuita al timore nato per la decisione da parte dell'organizzazione di sviluppare un motore di ricerca, una scelta questa che avrebbe costituito un travalicamento dei doveri imposti in capo a un ente di beneficenza educativo senza scopo di lucro.[303][304]

## 2017

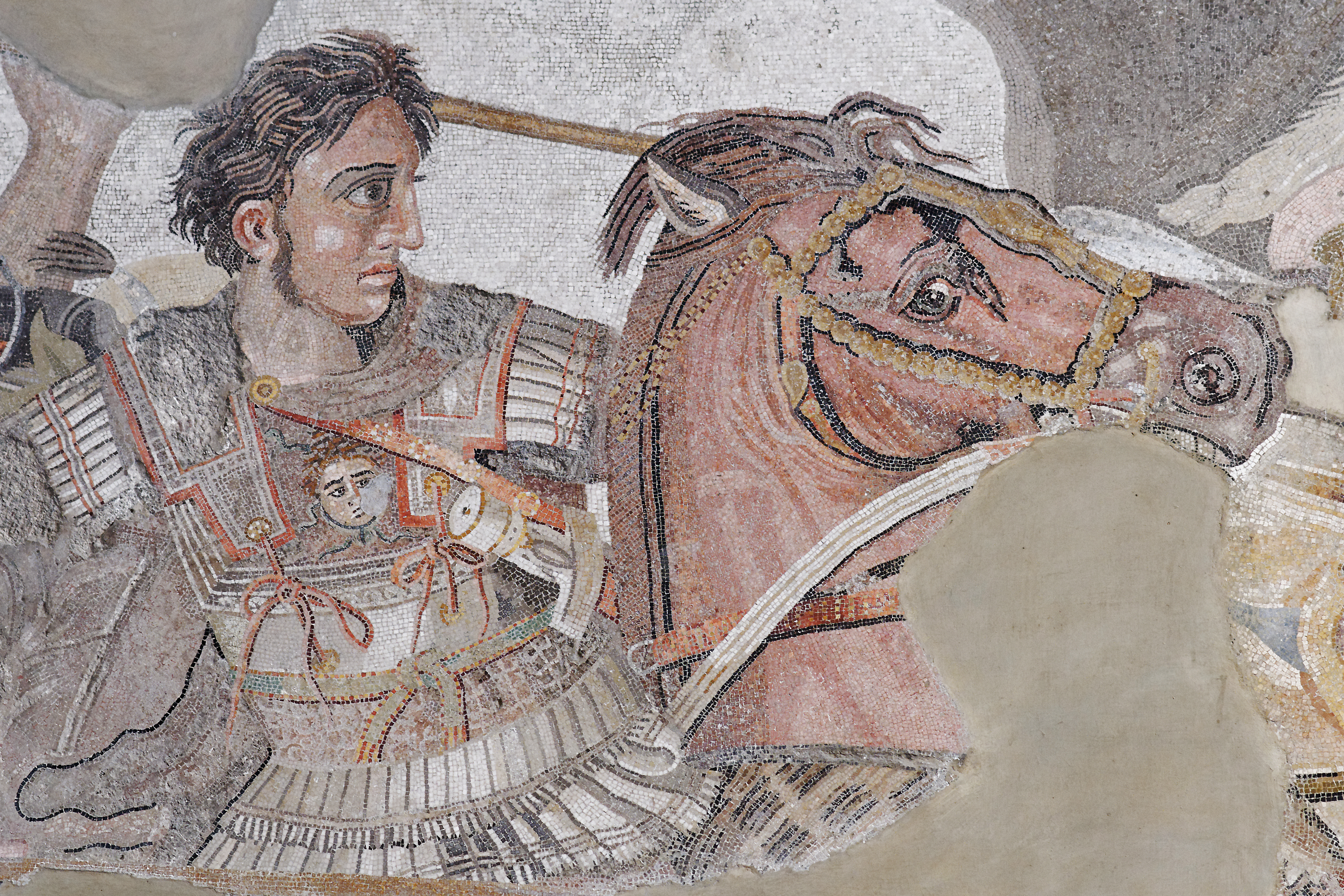
Alessandro Magno nel celebre mosaico conservato presso il museo archeologico di Napoli. La sua origine etnica ha scatenato nel 2017 ampi dibattiti sulla Wikipedia anglosassone

- Gennaio 2017 – Si apre un intenso conflitto di modifiche tra utenti macedoni e greci che utilizzano Wikipedia in inglese con riferimento alla voce Macedonia. Tra i conflitti principali figura l'eredità di Alessandro Magno, ritenuto da entrambe le nazioni un proprio conterraneo. La conclusione si discute sottolineando come "solo gli ultra-nazionalisti della Repubblica di Macedonia stanno cercando di associare, in maniera estensiva, l'antica Macedonia al moderno Paese slavo". D'altro canto però, "resta oggetto di dibattito storiografico su chi, in quel frangente storico, andasse considerato greco e chi no".[305][306]
- Aprile 2017 - Il 29 aprile le autorità della Turchia bloccano l'accesso online a tutte le versioni linguistiche dell'enciclopedia online Wikipedia nel territorio nazionale.[307][308] Le restrizioni entrano in vigore ai sensi della legge turca n. 5651,[309] a causa della versione inglese dell'articolo sul terrorismo sponsorizzato dallo stato, in cui la Turchia veniva descritta come paese sponsor dell'ISIS e Al-Qaeda. I tribunali turchi considerano queste affermazioni come una manipolazione pubblica ad opera dei mass media. Nonostante le molteplici richieste dell'Autorità turca per le tecnologie dell'informazione e della comunicazione, la comunità di Wikipedia rifiuta di modificare l'articolo per conformarsi alla legge turca, sostenendo che le affermazioni contenute negli articoli contestati erano riferite a fonti attendibili. A gennaio 2018 Wikipedia risulterà ancora vietata in Turchia e la direttrice esecutiva di Wikimedia Foundation, Katherine Maher, si dichiarerà ancora non in grado spiegare le ragioni di questo blocco.[310] Il 5 marzo 2018, la pagina Facebook di Wikipedia inaugura la campagna We Miss Turkey (in turco Özledik) e sostituisce la barra nera della censura sul logo di Wikipedia con una rossa. La campagna internazionale è condotta utilizzando anche un hashtag con lo stesso nome.[311]
- Agosto 2017 - Wikipedia in cebuano, una lingua austronesiana parlata nelle Filippine da poco meno di 16 milioni di persone (su un totale di circa 100 milioni di abitanti), supera i cinque milioni di articoli disponibili.[312] Tale risultato è soprattutto frutto di Lsjbot, un bot la cui attività ha consentito a tale versione dell'enciclopedia di attestarsi la seconda più ampia disponibile, dopo quella in inglese. Stando alle statistiche, anche dopo l'agosto del 2017 la percentuale di articoli non realizzati da bot su Wikipedia in cebuano non supererebbe l'1%, un risultato sorprendente se si pensa che il numero di amministratori, anche anni dopo il raggiungimento del traguardo sopra descritto, non supera la decina di utenti.[312] Il 14 ottobre del 2021, Wikipedia in cebuano supererà i 6 milioni di articoli.

## 2018
- Maggio 2018 – Nel maggio 2018, l'utente wikipediano "Bradv" propone una richiesta di cancellazione di un abbozzo dedicato alla fisica del laser canadese Donna Strickland, terminata poi con esito positivo. La voce tornerà a riesistere solo dopo che questi avrà vinto il Premio Nobel per la fisica nell'ottobre 2018.[313] Bradv discuterà poi dell'accaduto in un dibattito sull'enciclopedia libera.
- Maggio-giugno 2018 - L'attenzione dei media si concentra su Philip Cross, un prolifico utente che modifica solitamente articoli su siti e attivisti contro la guerra di sinistra. Cross utilizza anche Twitter, dove si interfaccia con persone critiche nei confronti del suo lavoro su Wikipedia, a volte in modo ostile. Il politico britannico George Galloway si è lamentato delle modifiche, tutte diffamatorie, apportate da Cross al suo articolo su Wikipedia. Vari gruppi, tra cui mezzi di comunicazione sostenuti dal governo russo, hanno offerto una ricompensa in denaro a chi rivelerà la sua vera identità.[314][315]
- Settembre 2018 – Il 27 settembre 2018, vengono aggiunti dei dati personali sui senatori degli Stati Uniti Lindsey Graham, Mike Lee e Orrin Hatch ai rispettivi articoli di Wikipedia durante l'udienza del giudice nominato alla Corte suprema Brett Kavanaugh. Le informazioni includevano i loro indirizzi di casa e numeri di telefono e provenivano dalla rete situata all'interno della Camera dei rappresentanti degli Stati Uniti. Wikipedia rimuove e occulta le modifiche dalla cronologia, dopo aver riconosciuto la necessità di provvedere in tal senso in sintonia con le politiche della privacy sull'enciclopedia online.[316][317] Dopo l'automatica acquisizione e pubblicazione su Twitter da parte di un account, il social network rimuove in breve tempo i post e sospende l'account nel tentativo di arginare l'incidente.[318] Un'indagine interna della polizia individuerà la persona che ha apportato le modifiche, il 27enne Jackson A. Cosko (un membro dello staff del Congresso pagato da un esterno all'istituzione), che andrà arrestato e accusato di molteplici reati relativi all'incidente.[319] In seguito, sarà condannato a 4 anni di carcere per l'attacco doxxing (che intendeva utilizzare per intimidire i membri del Congresso e le loro famiglie) e il furto di dati personali di dipendenti del Congresso.[319][320]

## 2019
- Gennaio 2019 – L'11 gennaio 2019, nel mezzo della crisi presidenziale venezuelana, la compagnia statale venezuelana CANTV inizia a oscurare completamente Wikipedia, interessando 1,5 milioni di utenti.[321]
- Aprile 2019 - In seguito al cosiddetto incidente automobilistico Higashi-Ikebukuro verificatosi in Giappone, viene creato un articolo sul sospettato, l'allora quasi novantenne Kozo Iizuka, sulla Wikipedia in giapponese. L'articolo in sé, tuttavia, non riguardava le azioni da lui commesse quel giorno e ogni tentativo di far luce sulla vicenda è annullato dagli utenti di più lunga data, circostanza la quale scatena una guerra di modifiche e la susseguente decisione da parte degli amministratori di proteggere la pagina. L'accaduto attira dopo qualche mese l'interesse di vari organi di informazione, in particolare il quotidiano Asahi Shimbun.[322]
- Maggio 2019 – La Leo Burnett Tailor Made, un'agenzia di marketing che agiva per conto della sede della North Face del Brasile, sostituisce surrettiziamente foto di famose destinazioni turistiche su Wikipedia con immagini che mostrano i prodotti dell'azienda d'abbigliamento appena citata, nel tentativo di far sì che la merce appaia in modo più evidente nei risultati dei motori di ricerca.[323][324] A seguito della diffusa copertura mediatica e delle critiche riscontrate nella Wikimedia Foundation, la North Face si scuserà per la campagna e il product placement andrà annullato.[325][326]
- Giugno 2019 – Il 10 giugno, all'amministratore di Wikipedia in inglese "Fram" viene vietato dalla Wikimedia Foundation (WMF) di modificare Wikipedia in inglese per un periodo di 1 anno, ma alla fine il divieto sarà rimosso.[327] Secondo Joseph Bernstein di BuzzFeed News, l'azione avviene "senza un processo", con WMF che non "rivela né il querelante né il reclamo" alla comunità.[327] Alcuni utenti non nascondono la propria frustrazione nei confronti del WMF, che non fornisce dettagli, oltre allo scetticismo di chi riteneva che Fram non meritasse l'esclusione. Si crea una pagina di discussione interna di Wikipedia chiamata "Risposta della comunità al divieto di Fram della Wikimedia Foundation" per meglio discutere della controversia,[328] che in poche settimane supera le 470.000 parole, più del romanzo Il gioco del trono.[329] Un secondo amministratore sblocca Fram, citando in seguito a suo sostegno "l'enorme supporto della comunità", ma il WMF esautora di nuovo l'utente e revoca le facoltà dell'amministratore che aveva riabilitato Fram.[327] Un terzo amministratore sblocca ancora una volta Fram.[327] Tre settimane dopo il ban di quest'ultimo, 21 amministratori di Wikipedia in inglese si dimettono dalla loro carica.[329] Una lettera aperta al Consiglio di amministrazione di WMF della Commissione di arbitrato di Wikipedia il 30 giugno riconoscono e incanalano parte dell'insoddisfazione della comunità.[328] Una dichiarazione del Consiglio di amministrazione della WMF il 2 luglio apre il caso Fram per una revisione da parte del Comitato arbitrale e sostiene un ulteriore coinvolgimento della comunità nel "dibattito sui comportamenti tossici" e come affrontarlo; un impegno ripreso da una dichiarazione del 3 luglio del CEO di Wikimedia Katherine Maher,[330] che riconosce altresì: "Ci sono cose che la Fondazione avrebbe potuto gestire meglio". Il Comitato arbitrale completa una revisione delle prove riservate della Fondazione nel settembre 2019 e annulla il divieto.[331]
- Luglio 2019 – Si individua la presenza su Wikipedia in russo di un gruppo di 12 utenti tra profili fantoccio e doppelgänger.[332] Essi avevano coordinato le loro edits lodando gli attuali funzionari del governo russo (perlopiù governatori) e diffamando gli attivisti dell'opposizione, in particolare attivisti di spicco della fondazione Anti-corruzione Aleksej Naval'nyj e Lyubov Sobol, media non governativi russi e giornalisti critici nei confronti dell'esecutivo di Mosca (ad es. Arkadij Babčenko e Jevgenia Albats), utilizzando come riferimento quasi esclusivamente articoli di media appartenenti a Evgenij Prigožin, un oligarca russo assai vicino a Vladimir Putin.[333][334] Inoltre, si diffonde la voce secondo cui fosse a capo di una rete di bot di social media che esercitava propaganda su Internet sponsorizzata dallo Stato.[335] A notare il gruppo di utenti in questione era stato un wikipediano che si era insospettito per la presentazione della richiesta da parte degli stessi, quasi in contemporanea, di permessi avanzati.
- Ottobre 2019 – Haaretz rivela che i nazionalisti polacchi hanno indicato un falso campo di sterminio nel campo di concentramento di Varsavia per 15 anni e si sono impegnati in un revisionismo su vasta scala sull'enciclopedia online. Gli storici Havi Dreifuss, Jan Grabowski e Gideon Greif lo collegano all'intervento del governo sul campo.[336][337] Lo storico Daniel Blatman scrive che il governo polacco non è stato coinvolto, ha implorato Israele "di annullare la caccia anti-polacca" nel titolo e ha concluso che la colpa è dei meccanismi di Wikipedia stessi.[338]

## 2020
- Agosto 2020 – Un utente di Reddit annuncia che un prolifico amministratore di Wikipedia in scozzese non parlava la lingua scozzese; decine di migliaia di articoli erano stati da lui realizzati in modo "raffazzonato" a livello ortografico, con un accento scozzese maccheronico o tramite traduzioni automatiche parola per parola di articoli di Wikipedia in inglese.[339] Gli utenti di Wikimedia discutono sulla possibilità di chiedere a madrelingua scozzesi di effettuare le necessarie correzioni agli articoli, suggerendo al contempo o di annullare tutte le modifiche dell'amministratore in questione oppure, poiché ciò comporterebbe la rimozione di quasi la metà degli articoli nell'enciclopedia, di procedere all'eliminazione e al reset completo di Wikipedia in scozzese. Il Guardian attribuirà un simile risultato a problemi insiti nei meccanismi di funzionamento di Wikipedia, sottolineando che ad alcuni amministratori sia concesso un potere effettivamente incontrollato basato sul volume di modifiche (piuttosto che sulla qualità del loro lavoro).[340] Robyn Speer, capo scienziato di Luminoso, una startup dedita alla realizzazione di intelligenze artificiali, esprimerà preoccupazione per il fatto che i corpora delle IA che utilizzavano Wikipedia per i dati sulla formazione linguistica fossero stati corrotti dallo pseudo-scozzese.[341]
- Settembre 2020 – Il Guardian pubblica un esperimento condotto da economisti del Collegio Carlo Alberto torinese e del Zentrum für Europäische Wirtschaftsforschung (ZEW) in Germania dove hanno aggiunto contenuti in articoli su città selezionate casualmente in Spagna. I ricercatori riferiscono che l'aggiunta di fotografie aveva aumentato le notti trascorse in quelle città del 9%. Lo studio impedirà al team di ricerca di apportare ulteriori modifiche alla Wikipedia in olandese.[342][343]

## 2021
- Marzo 2021 - Yumiko Sato pubblica un articolo per conto di Slate in cui descrive nel dettaglio la disinformazione in corso su Wikipedia in giapponese.[344] La giornalista, in particolare, si focalizza sullo strisciante revisionismo che pervade alcuni articoli relativi ai crimini di guerra giapponesi commessi durante la seconda guerra mondiale. A mo' di esempio, il massacro di Nanchino (in giapponese 南京大虐殺?, nankin daigyakusatsu) viene definito con la formula "Incidente di Nanchino" (ja:南京事件 romanizzato: nankin jiken), una versione più morbida che ne riduce al minimo l'atrocità.[344] Da allora, "Incidente di Nanchino" è diventato il nome con cui è comunemente conosciuto in giapponese quell'episodio storico.[345] L'edizione nipponica di Wikipedia era stata invero già accusata di revisionismo storico di destra prima che fosse pubblicato l'articolo di Sato.[346][347] Intervenendo sull'accaduto, la Wikimedia Foundation replica: "Con oltre 300 versioni linguistiche di Wikipedia, può essere difficile scoprire problemi simili".[344] La questione è amplificata per via del fatto che Wikipedia in lingua giapponese risulta la seconda edizione più consultata in assoluto.[344] Sebbene inizialmente la Wikimedia Foundation abbia affermato che Wikipedia in giapponese non fosse una questione prioritaria, alla fine ha iniziato a lavorare con un madrelingua giapponese per valutare le controversie lì sussistenti.[345]
- Luglio 2021 - Il co-fondatore di Wikipedia Larry Sanger critica il sito accusandolo di essere diventato «partigiano» e compromesso dai media di sinistra, con assenza di imparzialità.[348]
- Settembre 2021 - La Wikimedia Foundation banna sette account e ammonisce dodici account sulla versione cinese di Wikipedia.[349]
- Novembre 2021 – La voce della Wikipedia in inglese "Mass killings under communist regimes" ("Genocidi nei regimi comunisti") è stata nominata per la cancellazione, con alcuni utenti che affermavano "sostenesse una tesi anti-comunista", che "non dovrebbe ricorrere alla 'tesi semplicistica che gli eventi sono condotti da una specifica ideologia'", e che "unendo diversi pezzi di ricerca per creare una 'sintesi', si effettua una ricerca originale e pertanto infrange le regole di Wikipedia"[350]. È stato criticato dallo storico Robert Tombs, che ha dichiarato fosse "moralmente indifendibile, brutto tanto quanto il negazionismo dell'Olocausto, in quanto 'collegare ideologia ed omicidi' è il fulcro della loro importanza. Ho letto la pagina di Wikipedia, e mi sembra accurata e bilanciata, pertanto i tentativi di rimuoverla possono solo essere motivati ideologicamente - per revisionare il Comunismo".[350] Altri utenti di Wikipedia e dei social network si sono opposti alla cancellazione della pagina[351]. Il primo dicembre 2021, un comitato di quattro amministratori notò che la discussione non aveva raggiunto il consenso, ovvero che lo status quo sarebbe stato mantenuto, e l'articolo non venne cancellato.[352]

## 2022
- Marzo 2022 - A seguito di una prolungata e continua serie di modifiche, la pagina dedicata al saggista Alessandro Orsini viene oscurata su Wikipedia per via del rischio di una "possibile controversia legale". Il vulnus ruota attorno alle posizioni assunte da Orsini in merito al conflitto russo-ucraino.[353][354]
- Giugno 2022 – Si scopre che una donna cinese ha "creato oltre 200 articoli di fantasia sull'edizione di Wikipedia in cinese, scrivendo milioni di parole di storia immaginaria che sono passate inosservate per più di 10 anni". Il nome utente era Zhemao (in cinese: 折毛). Alcuni degli articoli farlocchi editi da Zhemao sono state tradotti e inserite in lingua straniera, tra cui Wikipedia in inglese e la controparte in russo.[355]
- Luglio 2022 - Scoppia una disputa tra gli utenti di Wikipedia sulla definizione di recessione economica fornito dall'articolo specifico sull'argomento.[356] I critici di destra accusano Wikipedia di essersi allineata alla definizione di recessione dell'amministrazione di Joe Biden, ma secondo il Washington Post, l'articolo ha sempre rispecchiato una varietà di definizioni ed è stato di recente oggetto di modifica per conferire "un'enfasi leggermente maggiore alla definizione di due trimestri, a 'cui comunemente si ricorre per fornire una definizione pratica di una recessione.'". Il Washington Post riscontra inoltre che "bloccare le pagine di Wikipedia per impedire modifiche di parte non è una novità". Quando Elon Musk è ricorso a Twitter per accusare Wikipedia di aver "perso la sua obiettività", il co-fondatore di Wikipedia Jimmy Wales ha risposto: "Leggere troppe sciocchezze su Twitter ti rende stupido". Secondo Slate, la disputa sulla recessione "dimostra che [Wikipedia] può avere problemi a comunicare le proprie complessità agli esterni".[356][357][358]
- Settembre 2022 - In seguito alla sconfitta dell'India contro il Pakistan in una partita di cricket alla Coppa d'Asia del 2022, un utente modifica l'articolo sul giocatore indiano Arshdeep Singh associandolo al movimento separatista del Khalistan. In base alle norme del 2021 che regolano i grandi intermediari, il Ministero dell'Elettronica e della Tecnologia dell'Informazione indiano convoca i dirigenti di Wikimedia per garantire che in futuro non vengano compiuti "tentativi deliberati di incitamento e di diffamazione degli utenti".[359][360]
- Dicembre 2022 - Il 6 dicembre, la Wikimedia Foundation annuncia di aver bandito da qualunque edizione 16 utenti che hanno compiuto delle modifiche, nonostante il conflitto d'interessi personale, su argomenti relativi al Medio Oriente e al Nord Africa, dopo un'indagine durata un anno. Si è presunto che si trattasse di agenti del governo dell'Arabia Saudita. Nel resoconto fornito dai media successivo al 6 dicembre, è emerso che due ex amministratori erano stati arrestati nel 2020 e poi incarcerati dal governo saudita. Si è trattato di Osama Khalid, condannato a 32 anni di carcere, e di Ziyad al-Sofiani, condannato a otto anni.[361][362]

## 2023
- Febbraio 2023
  - Si sospetta che l'ormai ritirato arbitro di baseball Joe West avrebbe eseguito numerosi tentativi di rimuovere dalla pagina a lui dedicata su Wikipedia informazioni relative a un incidente durante cui avrebbe spinto un manager. Inoltre, West avrebbe minacciato di adire per vie legali contro molti utenti di Wikipedia che avevano annullato le sue modifiche.[363][364][365]
  - Un articolo pubblicato in tale mese su Wikipedia Signpost afferma che l'Adani Group impiegava utenti a pagamento non dichiarati per scrivere o inserire informazioni maggiormente lusinghiere nelle relative pagine di Wikipedia.[366][367]
  - Jan Grabowski e Shira Klein (docenti di storia rispettivamente all'Università di Ottawa e alla Chapman University di Orange in California) hanno pubblicato un articolo sul periodico The Journal of Holocaust Research, in cui affermano di aver scoperto una «distorsione sistematica e intenzionale della storia dell'Olocausto» nella Wikipedia in lingua inglese.[368] Analizzando 25 voci di Wikipedia in inglese (riguardanti la Shoah in Polonia) e quasi 300 pagine di servizio, Grabowski e Klein dichiarano di aver dimostrato come un piccolo gruppo di utenti sia riuscito a imporre una narrazione minoritaria delle relazioni polacco-ebraiche nel periodo storico in questione, basata sulla propaganda nazionalista polacca e molto differente dalla ricerca storica fondata su prove. L'inquinamento in senso nazionalista e antisemita delle voci prese in considerazione da Grabowski e Klein avrebbe incluso contenuti che vanno «da errori minori a sottili manipolazioni e vere e proprie bugie», di cui i due autori offrono vari esempi.[368] Un procedimento arbitrale, apertosi nell'ambito della Wikipedia in lingua inglese, si è concluso nel maggio 2023 con l'imposizione, ad alcuni degli utenti accusati da Grabowski e Klein, del divieto di collaborare alle voci relative alla storia degli ebrei in Polonia durante la seconda guerra mondiale.[369]
- Marzo 2023 - Su Wikipedia si scopre che per anni ha circolato una versione errata della bandiera della Città del Vaticano, riprodotta e poi venduta nel corso del tempo da collezionisti di bandiere e rivenditori comuni.[370]
- Novembre 2023 - Un amministratore di Wikipedia, tale Lourdes, annuncia di utilizzare quell'account come sockpuppet dell'utente Wifione, un ex amministratore che era stato bannato in seguito dal Comitato arbitrale nel 2015. In quell'occasione, Wifione era stato ritenuto responsabile di aver inserito del contenuto promozionale nell'articolo dedicato alla scuola di business dell'Istituto Indiano di Pianificazione e Gestione e in altre voci correlate. Mentre effettuava le sue modifiche o interagiva con la comunità sull'enciclopedia, Wifione, accendendo all'account Lourdes, aveva finto di essere la cantante spagnola Russian Red (il cui vero nome è Lourdes Hernandez).[371]

## 2024
- Gennaio 2024 - Un articolo del The Times of London sostiene che il governo iraniano stia consolidando la sua presenza nella Wikipedia in farsi attraverso la cancellazione di testi relativi a violazioni dei diritti umani.[372] Justice for Iran riferisce che il regime iraniano ha perseguito un utente dopo che la sua identità era stata compromessa a un evento di Wikipedia, oltre ad aver altresì criticato i sysop di Wikipedia in farsi collegati ai ministeri del regime della Repubblica Islamica iraniana.[373]
- Settembre 2024 - L'azienda rivenditrice di abbigliamento sportivo Lululemon Athletica termina la sua collaborazione con l'ultramaratoneta statunitense Camille Herron per via di una controversia legata a lei e/o a suo marito, i quali stavano rimuovendo da Wikipedia informazioni positive relative ad altri atleti e riservandole invece a sé.[374][375]
- Ottobre 2024 - In seguito alla morte del cantante Liam Payne, Wikipedia subisce critiche per aver autorizzato, sulla pagina di Wikipedia dedicata a Payne, la pubblicazione di immagini che sembravano essere la stanza d'albergo distrutta di Payne nelle ore successive alla sua morte.[376] Wikipedia viene inoltre criticata per aver indicato Payne come "vecchio membro" degli One Direction nell'articolo realizzato sull'enciclopedia e dedicato alla band. I fan, infatti sostengono che l'aggiornamento sia "insensibile e impreciso", dato che Payne è stato un membro degli One Direction per tutta la loro carriera.[377]

## 2025
- Gennaio/Marzo 2025 – A gennaio e a marzo, il conflitto di modifiche su articoli relativi al conflitto israelo-palestinese ha portato la Commissione arbitrale a impedire l'accesso ad almeno 14 utenti falsi per "manipolazione e inganno su Wikipedia", un fenomeno noto anche come sockpuppetry.[378][379]
- Febbraio 2025 – In seguito alla controversia sul presunto saluto nazista di Elon Musk, Musk ha ripreso i suoi precedenti attacchi a Wikipedia, chiedendo la cessazione della donazione di fondi di supporto a Wikipedia, definendola un'estensione dei "media tradizionali" che sono "assorbiti dalla sinistra" politica".[380][381] Nel febbraio 2025, Larry Sanger, co-fondatore di Wikipedia, ha chiesto al Dipartimento dell'efficienza governativa di rivelare qualsiasi modifica a pagamento non dichiarata incoraggiata da agenzie governative degli Stati Uniti su Wikipedia.[381]
- Aprile 2025 – Una sezione della Alta Corte di Delhi ha intimato Wikipedia di rimuovere presunte dichiarazioni diffamatorie sull'agenzia di stampa Asian News International (ANI) dalla sua pagina, sostenendo che era obbligata, ai sensi dell'Information Technology (IT) Act, a cancellare contenuti "falsi" e "non veritieri" a seguito dell'ordinanza del tribunale e che non poteva contestare la questione nel merito. La causa per diffamazione è nata nel settembre del 2024 dalla dichiarazione presentata da ANI davanti a un giudice monocratico, secondo cui la sua pagina Wikipedia l'aveva descritta falsamente come uno "strumento di propaganda" del governo.[382] "Poiché Wikipedia afferma di essere un intermediario, ai sensi delle norme sulle tecnologie dell'informazione (IT), l'intermediario ha l'obbligo di evitare la pubblicazione di contenuti discutibili. L'esame della Regola 3 delle norme IT dimostra che, se sul sito di Wikipedia è presente un contenuto riguardante una persona, la cui informazione risulti falsa e non veritiera, a seguito di un ordine del tribunale l'intermediario è tenuto a rimuovere tale contenuto entro 36 ore. Il giudice monocratico ha ascoltato le parti ed espresso un'opinione prima facie secondo cui il contenuto è diffamatorio. Wikipedia sarebbe quindi obbligata a rispettare le norme IT e, se il contenuto non viene rimosso, l'attore può rivolgersi a questo tribunale», hanno affermato i giudici Prathiba M. Singh e Rajneesh Kumar Gupta.[383][384]

### Citazioni in giudizio ricevute da Wikipedia
- (EN) Daniel J. Baker, A Jester's Promenade: Citations to Wikipedia in Law Reviews, 2002–2008 (PDF), vol. 7, n. 2, 2010. URL consultato il 6 settembre 2021.
- (EN) Beth Simone Noveck, Wikipedia and the Future of Legal Education, in Journal of Legal Education, n. 3, 2007.
- (EN) Lee F. Peoples, The Citation of Wikipedia in Judicial Opinions, n. 12, Yale Journal of Law and Technology, 2009. URL consultato il 6 settembre 2021.
- (EN) Amber Lynn Wagner, Wikipedia Made Law?: The Federal Judicial Citation of Wikipedia, su The John Marshall Journal of Computer & Information Law, inverno 2008. URL consultato il 6 settembre 2021 (archiviato dall'url originale il 4 febbraio 2016).
- (EN) Ryan Singel, Asylum-Seeker Rejected Based On Wikipedia, Appeals Court Reverts, su wired, 2 settembre 2008. URL consultato il 6 settembre 2021.
- (EN) Hannah B. Murray e Jason C. Miller, Wikipedia in Court: When and How Citing Wikipedia and Other Consensus Websites is Appropriate, in St. John's Law Review, vol. 84, n. 2, primavera 2010. URL consultato il 6 settembre 2021.
- Wikipedia:Fare causa a Wikipedia

### Wikipedia e le giurie nei Paesi di common law
- (EN) Debra Cassens Weiss, Jurors' Wikipedia Research, Friending at Issue in Two Md. Cases, in ABA Journal, 14 dicembre 2009. URL consultato il 6 settembre 2021.
- (EN) Brian Grow, As jurors go online, U.S. trials go off track, su Reuters. URL consultato il 6 settembre 2021.
- (EN) John Schwartz, As Jurors Turn to Web, Mistrials Are Popping Up, su New York Times, 17 marzo 2009.
- (EN) Brian Grow, Juror could face charges for online research, su Reuters, 19 gennaio 2011. URL consultato il 6 settembre 2021.